# Nicolas Mahut
Pour les articles homonymes, voir Mahut.
Nicolas Mahut, né le 21 janvier 1982 à Angers (Maine-et-Loire), est un joueur de tennis français, professionnel de 2000 à 2025.
Ses performances en double l'ont conduit à devenir numéro 1 mondial en 2016. Il a également réussi l'exploit de réaliser le Grand Chelem en carrière et de remporter le Masters, soit les cinq titres les plus prestigieux de la spécialité. En simple, victorieux de quatre tournois ATP, il est par ailleurs connu pour avoir disputé le match le plus long de l'histoire du tennis professionnel, contre l'Américain John Isner lors du tournoi de Wimbledon 2010 sur une durée de 3 jours (en 11 heures et 5 minutes de jeu, 5 sets, 183 jeux effectués).
Amateur du service-volée et du jeu sur gazon, c'est sur cette surface qu'il a réalisé ses meilleures performances en simple. Il y a disputé l'ensemble des six finales sur le circuit ATP, devenant le joueur français le plus titré sur gazon depuis le début de l'ère Open, avec quatre titres dont trois à Bois-le-Duc. C'est souvent sur cette surface qu'il a battu les meilleurs joueurs mondiaux, notamment Rafael Nadal (alors 2e mondial) et Andy Murray (4e) au Queen's et Stanislas Wawrinka (10e) à Bois-le-Duc. C'est également sur gazon qu'il a réalisé son meilleur résultat en Grand Chelem : huitième de finale à Wimbledon en 2016, en battant notamment David Ferrer (14e). Il a atteint la 37e place mondiale en 2014.
Son palmarès est particulièrement riche en double. Il a ainsi conquis trente-sept titres sur le circuit principal sur un total de cinquante-neuf finales jouées, ce qui constitue la meilleure performance pour un joueur français de double dans l'ère Open. Il a fait essentiellement équipe avec ses compatriotes Pierre-Hugues Herbert, Julien Benneteau, Édouard Roger-Vasselin et Michaël Llodra. Il a remporté ses plus grands titres aux côtés de Herbert : cinq tournois du Grand Chelem (US Open en 2015, Wimbledon en 2016, Roland-Garros en 2018 et 2021, Open d'Australie en 2019), sept tournois Masters 1000 (Indian Wells, Miami et Monte-Carlo en 2016, Rome, Montréal et Cincinnati en 2017, Paris-Bercy en 2019) et les Masters 2019 et 2021. Avec Herbert, il a également remporté trois fois le tournoi du Queen's, considéré comme le tournoi sur gazon le plus important après Wimbledon. Il a joué trois autres finales en Grand Chelem (Roland-Garros en 2013 avec Llodra, l'Open d'Australie en 2015 avec Herbert et Wimbledon en 2019 avec Roger-Vasselin) ainsi que celle du Masters 2018 (avec Herbert).
Il est membre de l'équipe de France de Coupe Davis depuis la saison 2015, participant notamment à la campagne victorieuse de 2017 et à la finale de 2018. Il a également été sélectionné dans l'équipe de France olympique lors des Jeux de Rio en 2016 et ceux de Tokyo en 2021.
Il a aussi un important palmarès sur le circuit Challenger, avec douze titres en simple et vingt en double. Avant sa carrière professionnelle, il a connu une brillante carrière junior, couronnée de trois titres du Grand Chelem : en simple à Wimbledon en 2000 et en double avec Julien Benneteau à l'US Open en 1999 et à l'Open d'Australie en 2000. Ensemble, ils ont été champions du monde juniors en double en 1999.

## Entraîneurs et structures d'entraînement

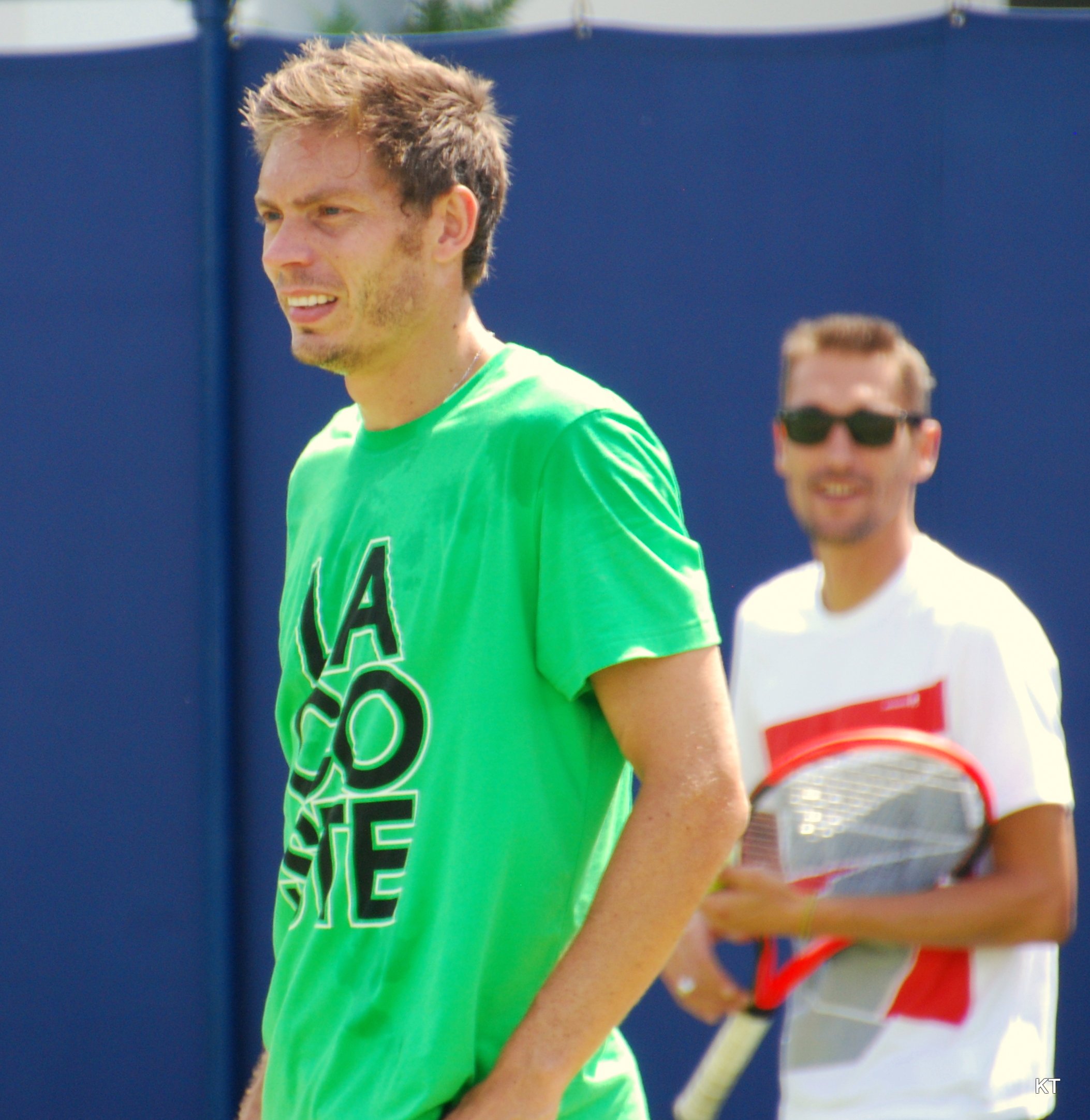
À l'entraînement avec Nicolas Escudé en 2014.

Il passe par le centre d'entrainement régional de Nantes (septembre 1995 à août 1995), le pôle « espoirs » du centre d'entrainement national à Poitiers (septembre 1994 à août 1996) et l'INSEP (septembre 1996 à août 2000). Il sort du giron fédéral en 2005 et suit son entraîneur pour intégrer le Team Lagardère de 2006 à 2009 avant de retourner au sein de la Fédération à la suite de la dissolution du team. Il quitte la Fédération en 2012 quand celle-ci réorganise ses priorités vers les jeunes et il devient alors indépendant avec sa propre structure.
Il a connu de nombreux entraîneurs successifs : Jean-François Couly, Dominique Poey, Nicolas Perrot, Olivier Soulès, Luigi Borfiga, Éric Winogradsky, Thierry Tulasne, Alain Solvès, Olivier Malcor, Thierry Champion, Nicolas Copin, Guillaume Peyre, Lionel Zimbler, Pierre Cherret, Boris Vallejo, Olivier Ramos puis Thierry Ascione, Gabriel Urpi et Nicolas Escudé actuellement. Marc Gicquel l'a aussi coaché sur quelques semaines entre fin 2014 et début 2015.

## Style de jeu et personnalité

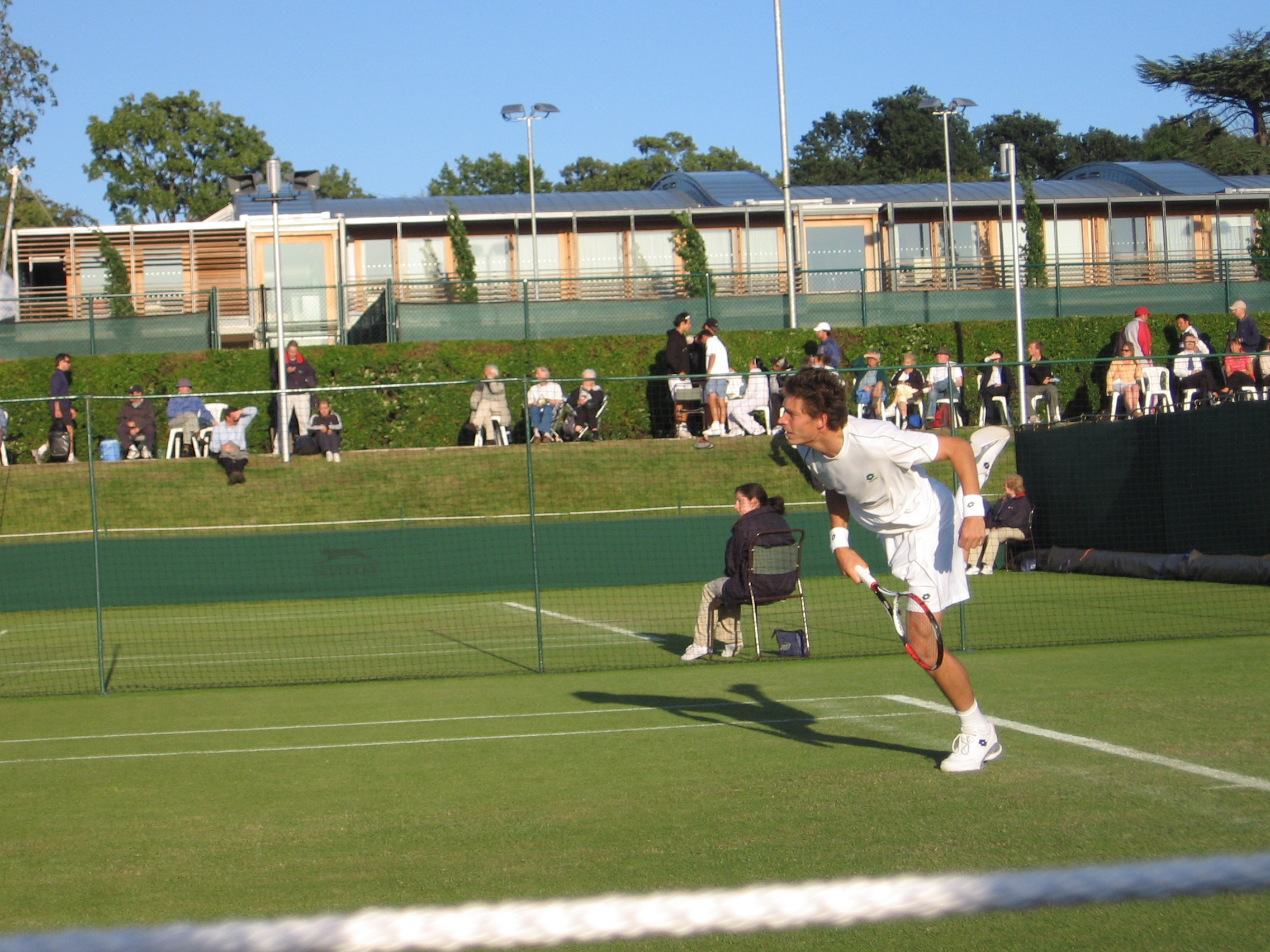
Ses spécialités : le service-volée et le gazon.

Nicolas Mahut est un serveur-volleyeur, spécialiste de surface rapide, en particulier de gazon. Il est reconnu pour la très bonne qualité de ses volées ainsi que pour la précision et l'efficacité de son service. Lorsqu'il était jeune, il avait pour modèles deux serveurs-volleyeurs : Stefan Edberg et Pete Sampras.
Se définissant lui-même comme maniaque, il refait avant chaque match les grips de quatre raquettes, qu'ils soient neufs ou non, et les refait si quelqu'un les effleure. Pour ne pas abîmer son grip, il entre sur le court raquette en main, ce qu'il compare à l'entrée d'un gladiateur avec son épée.
Sur le circuit, il est généralement reconnu pour son grand professionnalisme et sa sympathie.
Il garde un lien fort avec sa région d'origine. Il est ainsi ambassadeur sportif de la ville de Trélazé
et des Internationaux de tennis de Vendée. De même, il a soutenu la candidature de Trélazé pour accueillir la rencontre entre la France et l'Australie au premier tour de la Coupe Davis 2014, qui a finalement été organisée au Vendéspace de Mouilleron-le-Captif,.

## Biographie

### Famille et vie privée
Nicolas Pierre Armand Mahut est le benjamin d'une famille recomposée de cinq enfants (une sœur philosophe et trois frères), installée près d'Angers, à Beaucouzé. Fin février 2005, après sa finale au Challenger de Cherbourg, il perd sa mère, Brigitte, décédée à l'âge de 54 ans des suites de la maladie orpheline de Shy-Drager.
Le 18 août 2011, il devient père d'un petit garçon, Natanel. Il réside à Boulogne-Billancourt avec sa compagne Virginie, professeure de fitness.

### 1994 - 1999: apprentissage au sein des structures fédérales
Il commence le tennis à l'âge de cinq ans au tennis-club local du SC Beaucouzé. Après avoir passé le Bac de français avec un an d'avance, il décide de se consacrer au tennis. Après le centre d'entrainement régional de Nantes (1995) et le centre national à Poitiers (1994 -1996), il intègre l'INSEP en septembre 1996.
En 1996, associé à Paul-Henri Mathieu, il atteint la finale du double au tournoi des Petits As à Tarbes mais Mahut doit déclarer forfait pour le dernier match, incapable de marcher à la suite d'un problème de santé qui l'avait déjà fait perdre en quart de finale du simple. Au sein de l'équipe nationale, il atteint la finale de la Winter Cup contre l'Espagne puis remporte la Copa del Sol, de nouveau contre l'Espagne lors de la finale.
En 1998, il atteint aussi les demi-finales de l'Orange Bowl, perdant contre le futur vainqueur Tommy Robredo.

### 1999 - 2002: débuts professionnels
C'est au sein de l'INSEP qu'il commence sa carrière professionnelle en 1999.
En 1999, il atteint les quarts de finale au Future F8 de France en simple et le gagne en double avec Julien Cassaigne. Il remporte l'US Open junior 1999 en double avec Julien Benneteau et finit l'année champion du monde junior de double. En janvier 2000, il atteint également la troisième place mondiale du classement junior en simple.
En 2000, il fait ses débuts à Roland-Garros en sortant des qualifications mais perd contre Markus Hipfl en 3 sets secs. Il reçoit aussi une invitation pour le Grand Prix de Toulouse, où il est sorti au premier tour par Mikael Tillström, alors 68e mondial, malgré de bonnes occasions pour l'emporter. Il est également finaliste à Cherbourg en double avec Julien Benneteau sur le circuit Challenger. Sur le circuit junior, il est vainqueur à Wimbledon en simple contre Mario Ančić et à l'Open d'Australie en double aux côtés de Tommy Robredo. Avec sa victoire à Wimbledon, il est alors vu comme un des principaux espoirs du tennis français,. À la fin de l'année 2000, il atteint le 388e rang mondial au classement ATP, en progression de 673 places par rapport à l'année précédente.
En 2001, il fait ses débuts à l'Open d'Australie, où il perd au premier tour contre Andreï Medvedev en 5 sets. Il gagne ensuite son premier match sur le circuit ATP à Marseille (contre Neville Godwin, alors 121e mondial) mais perd au tour suivant contre Ievgueni Kafelnikov. Il termine sa saison en faisant ses débuts dans un Master Series à Paris-Bercy, où il est écarté dès le premier tour par Mark Philippoussis en 2 petits sets. Lors de cette saison, il remporte deux tournois Futures en simple et un en double.
En 2002, il ne dispute qu'un seul match sur le circuit ATP (défaite face à Marc Gicquel à l'Open 13). Il gagne un Future en France et atteint une autre finale de ce circuit.

### 2003: entrée dans le top 100
Il gagne son deuxième match en simple sur le circuit ATP à Metz contre Younès El Aynaoui, dans un match en trois sets accrochés, puis passe également le premier tour à Lyon contre Sébastien Grosjean avant d'être stoppé par Hicham Arazi. Il gagne aussi son premier match dans un Master 1000 contre Jarkko Nieminen en trois sets avant de perdre contre la tête de série no 1 Juan Carlos Ferrero au tour suivant. Il fait également ses débuts dans le tableau final de l'US Open, où il est battu par Nieminen au premier tour.
Durant cette saison, il gagne le Challenger de Manchester (contre Gilles Elseneer) et est finaliste à celui de Cordoue. Il s'impose dans deux tournois Futures et est en finale dans un autre (défaite contre Gary Lugassy). À la suite de ces bons résultats, il entre pour la première fois de sa carrière dans le top 100 le 3 novembre 2003 et termine l'année à la 94e place.
En double, il gagne son premier tournoi sur le circuit ATP à Metz avec Julien Benneteau. La semaine suivante, les deux joueurs ratent de peu un deuxième titre de rang à Lyon, ne s'inclinant qu'en finale.

### 2004 - 2005: contre-performances en simple mais parcours plus solide en double
En 2004, il ne gagne que trois matchs sur le circuit ATP, dont deux premiers tours sur gazon. Il gagne le tournoi de Metz en double avec Arnaud Clément et est finaliste à Newport avec Grégory Carraz. Il atteint les demi-finales à l'U.S. Open et Paris Bercy en double avec Julien Benneteau. Il gagne le Challenger de Valladolid et est finaliste à ceux de Segovia et Grenoble. Il est aussi vainqueur de deux Challenger en double (Valladolid, Manchester) avec Jean-François Bachelot.
En 2005, il bat son compère Benneteau à Lyon et atteint les finales des Challenger de Cherbourg et Orléans. En double, il se qualifie pour deux demies finales en double et gagne deux titres dans les tournois Challenger d'Orléans et de Grenoble (avec Julien Benneteau) et atteint deux fois les finales. En simple, il sort du top 100 début avril 2004 et reste en dehors de celui-ci pendant le reste de ces deux saisons.

### 2006: retour dans le top 100
L'Angevin réalise une bonne saison en gagnant une soixantaine de places pour atteindre le 66e rang mondial fin 2006. Après l'Open d'Australie, il remporte en trois semaines trois tournois Challenger, à savoir Besançon, Cherbourg et Kyoto, soit une série de 16 victoires consécutives et 40 places gagnées au classement. Sur le circuit principal, il signe 11 victoires sur 27 matchs en atteignant les quarts de finale à Casablanca (perd contre Nicolás Massú) et Indianapolis (perd 62-7, 65-7 contre James Blake, no 6 mondial). Il obtient également quelques bons résultats sur gazon avec un troisième tour au Queen's (perd contre Tim Henman) et à Wimbledon, tombant honorablement contre l'ogre Roger Federer (3-6, 62-7, 4-6) en étant avec Sébastien Grosjean le Français qui est allé le plus loin dans le tournoi. Sur le circuit Challenger, il gagne trois tournois de suite (Besançon, Cherbourg et Kyoto) et remporte 22 victoires sur 27 matchs joués. Il signe quelques victoires remarquées contre des joueurs mieux classés que lui comme Arnaud Clément (no 55), Julien Benneteau (no 55), Xavier Malisse (no 41), Kristof Vliegen (no 34), Tommy Haas (no 21) et Radek Štěpánek (no 12), sa première victoire sur un joueur du top 20. Il n'est pas en reste en double avec 2 victoires dans les tournois Challenger de San Remo et Andrézieux ainsi qu'un quart de finale à Roland-Garros au côté de Benneteau. Plusieurs de ses matchs contre des joueurs bien classés sont serrés, par exemple contre David Nalbandian (no 4) à Estoril (5-7, 5-7) et Marat Safin à Washington (3-6, 7-5, 4-6) ; son autre match contre Marat Safin, à Paris, lui vaut d'être élu par l'ATP « Joueur de la semaine ».

### 2007: premières finales ATP en simple

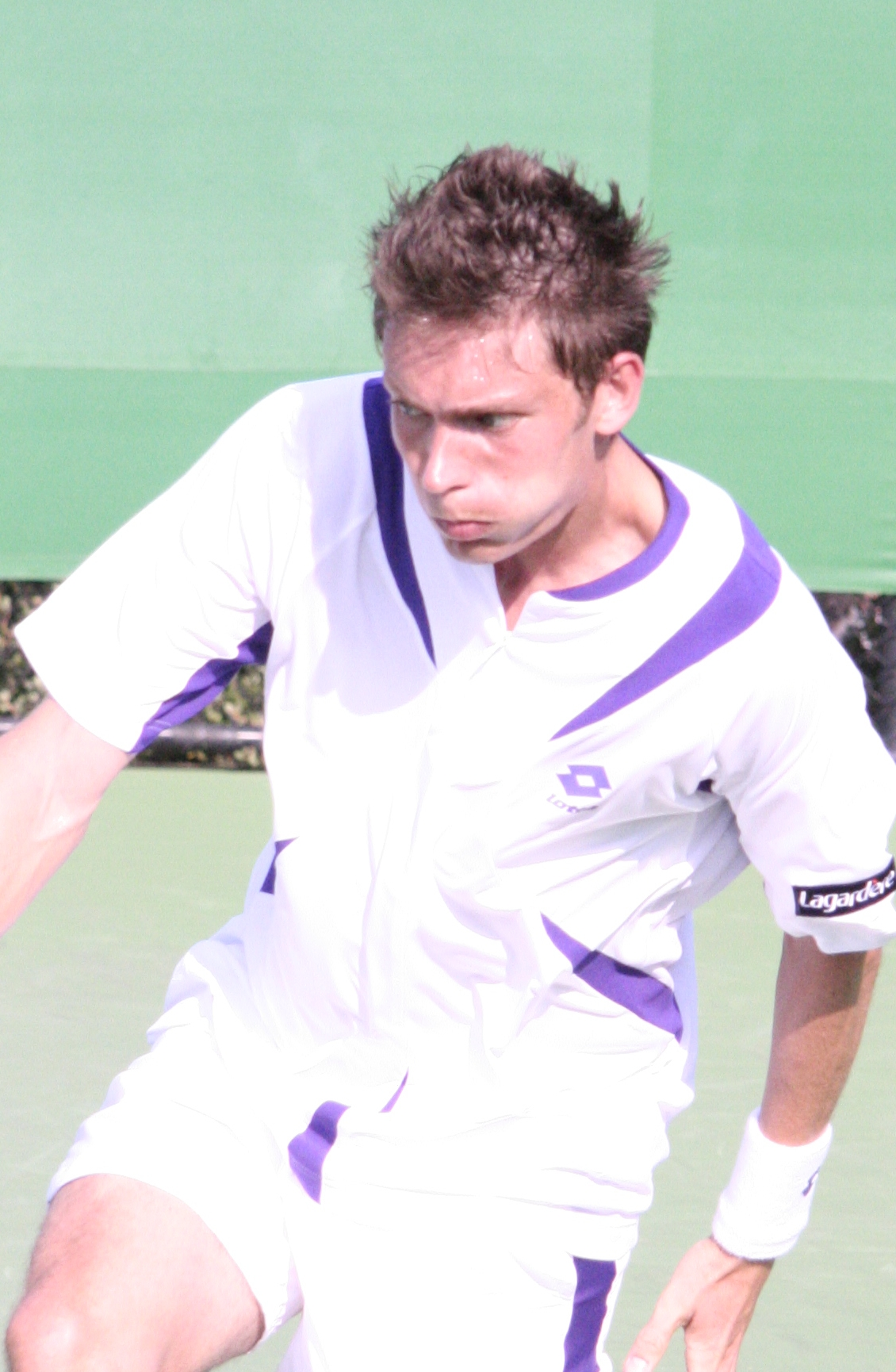
Nicolas Mahut à l'Open d'Australie 2007.

Il commence son année à l'Open de Chennai, où il atteint les 1/8 de finale (il perd contre Davide Sanguinetti). Il dispute ensuite l'Open d'Auckland, l'Open d'Australie et le Tournoi de Zagreb mais ne passe pas le deuxième tour. Le reste de sa saison sur dur et sur terre battue ne le voit pas dépasser le troisième tour mais il remporte toutefois une victoire de prestige sur Ivan Ljubičić, alors no 8 mondial, lors de l'Open 13 de Marseille. Il s'agit alors de sa première victoire sur un joueur du top 10.
Lors du Tournoi du Queen's, il entre dans le tableau en étant classé no 106 à l'ATP après que 8 joueurs mieux classés se sont retirés, et atteint pour la première fois de sa carrière la finale d'un tournoi ATP, en sortant dans la même journée à la suite du retard causé par la pluie deux joueurs, Ivan Ljubičić, no 12 à l'ATP, au troisième tour, puis Rafael Nadal, no 2 mondial, en quart de finale. Il s'impose ensuite face à Arnaud Clément en demi-finale avant d'affronter Andy Roddick en finale, perdue 4-6, 7-67, 7-62. Dans le premier set, Nicolas Mahut réalise pourtant le seul break de la partie à 5-4 puis, dans le deuxième, il sauve une balle de set à 5-6 avant de rater une balle de match à 7 points à 6 lors du tie-break quand son passing shot s'arrête sur la bande du filet. Roddick réalise alors le seul mini-break sur les 16 points du tie-break qu'il remporte 9-7 puis l'Américain gagne celui du troisième set 7 points à 2. Roddick remporte alors son quatrième titre au Queen's tandis que Mahut rate l'occasion de devenir le premier Français à remporter ce tournoi créé en 1890, un des plus anciens encore en activité.
Le 15 juillet, il dispute sa deuxième finale sur le gazon du tournoi de Newport, à Rhode Island, aux États-Unis. Il échoue une nouvelle fois, battu par Fabrice Santoro, sur le score de 6-4, 6-4. Il s'incline au premier tour aux tournois de Cincinnati, de New Haven et de l'US Open.
Le reste de sa saison sera marqué par une finale au tournoi Challenger d'Orléans, une demi-finale au tournoi ATP de Metz et un quart de finale à celui de Bangkok. Il termine l'année dans le top 50, à la 45e place mondiale.
En double, il ne gagne pas de titre cette année-là mais atteint néanmoins les quarts de finale à l'Open d'Australie et les demi-finales à l'US Open.

### 2008 - 2009: entrée dans le top 50

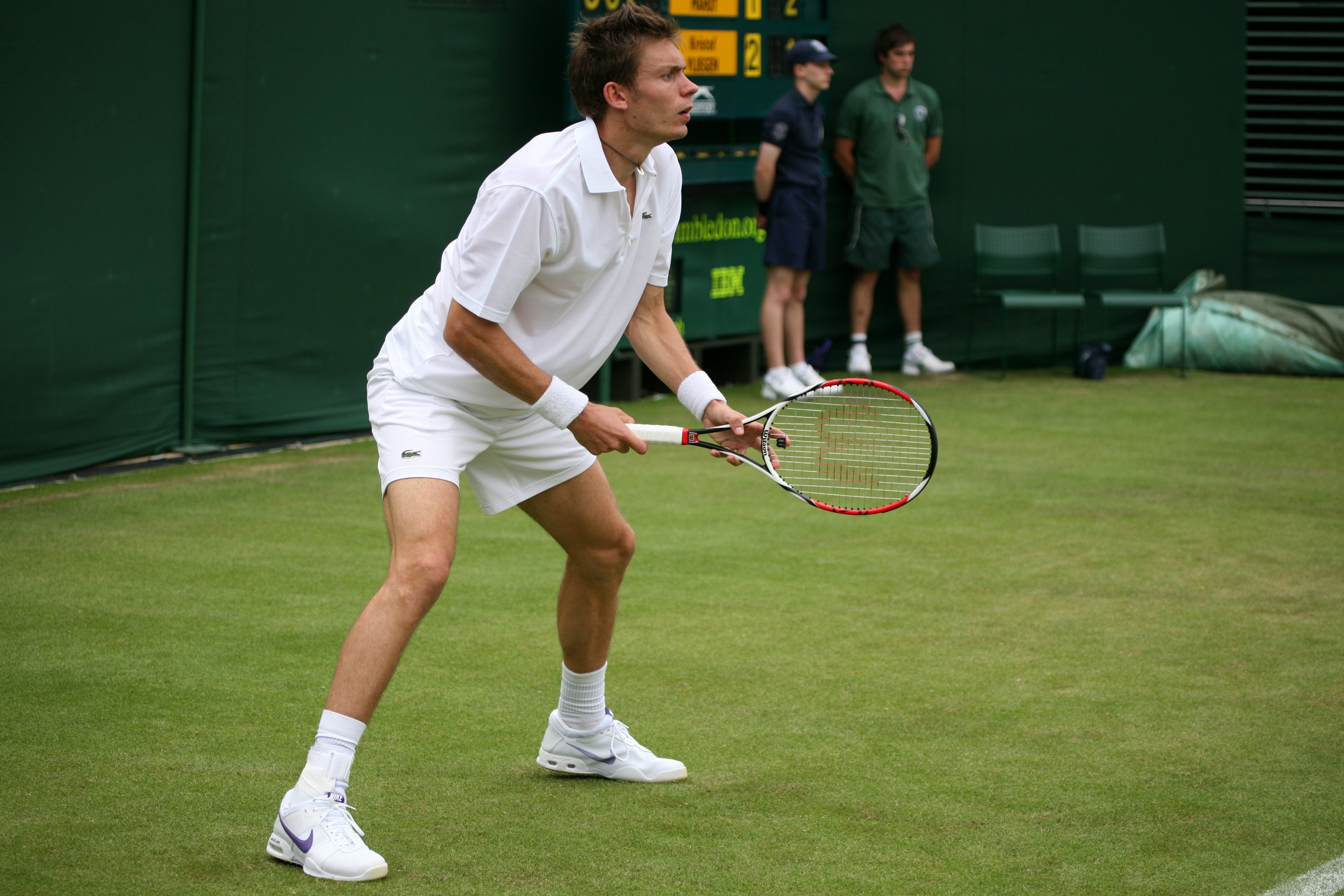
Nicolas Mahut au Tournoi de Wimbledon 2009.

À l'issue du tournoi de Marseille, où il se qualifie pour les quarts de finale après une victoire sur Juan Carlos Ferrero (no 15), il atteint la 40e place mondiale (le meilleur classement de sa carrière). Il se qualifie ensuite pour le troisième tour au Masters d'Indian Wells (battu par R. Federer) mais sa saison sur terre battue est catastrophique avec 1 victoire pour 5 défaites. Il rate ensuite sa saison sur herbe, qui est pourtant la surface où son jeu s'exprime le mieux et du coup, son classement s'en ressent puisqu'il perd 50 places et se retrouve aux portes du top 100 à l'issue du tournoi de Newport. Après l'US Open, il reprend des couleurs en remportant le tournoi Challenger d'Orléans et en atteignant les quarts de finale à Bangkok. Cela lui permet de finir l'année dans le top 100 (94e) pour la troisième année consécutive. Sa fin de saison 2008 est perturbée par une blessure à l'épaule, qui le prive de compétition jusqu'en mars 2009. Le tournoi du Queen's, où il fut finaliste deux ans plus tôt, lui permet de réaliser sa première performance de l'année puisqu'il atteint les huitièmes de finale après une victoire sur Marin Čilić, 13e joueur mondial. Il confirme ensuite en atteignant les quarts de finale à Newport (défaite contre Fabrice Santoro) et les demi-finales aux tournois Challenger de Manchester et de Ségovie.
Il termine sa saison en octobre par une victoire en double au Grand Prix de tennis de Lyon, son troisième titre ATP en double, au côté de Julien Benneteau, puis il s'absente du circuit pendant plus de 3 mois.

### 2010: match le plus long de l'histoire

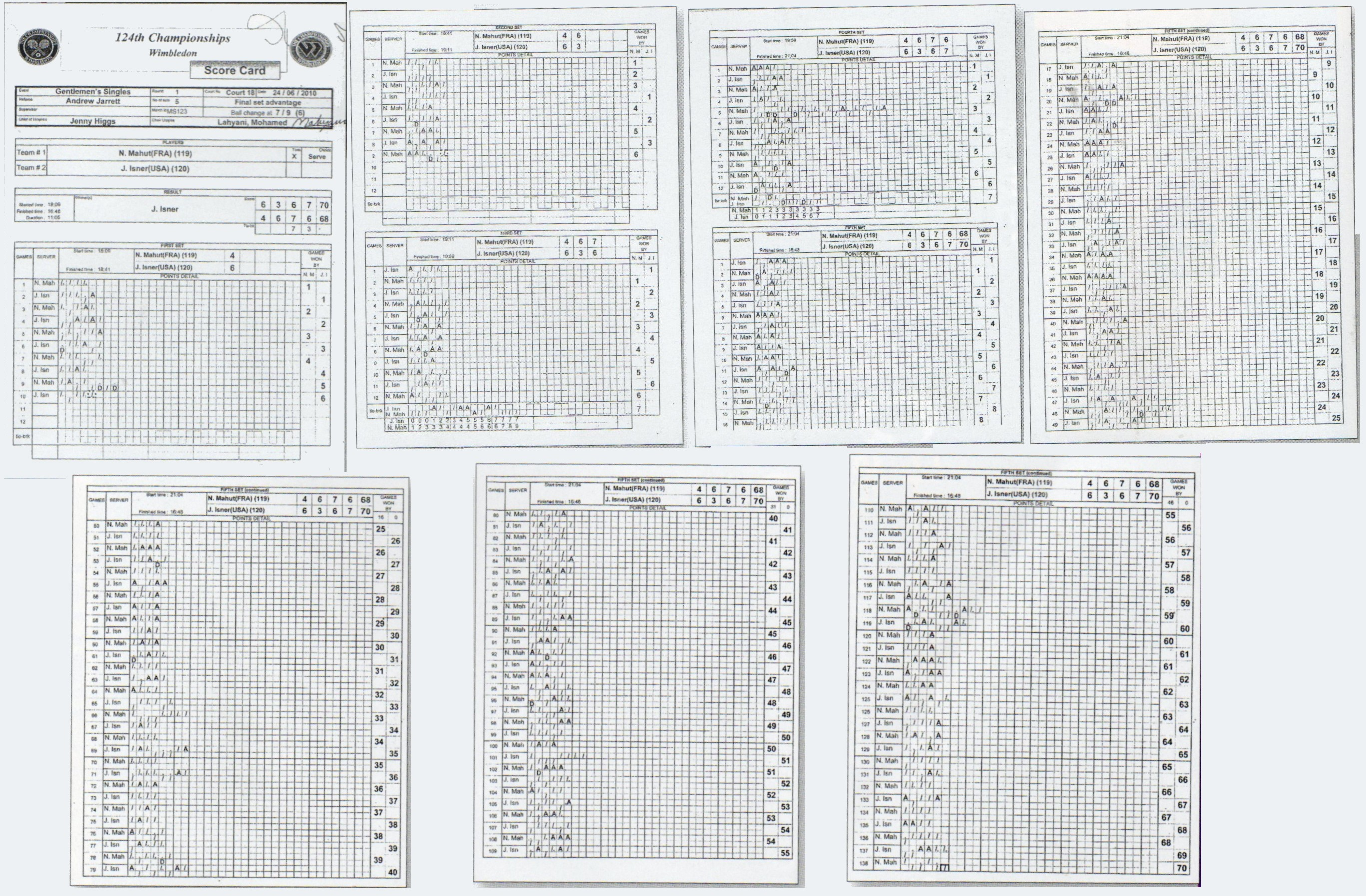
Feuille de match de sa rencontre contre John Isner à Wimbledon.

De retour sur le circuit mi-février, il enchaîne les réussites en Challenger entre mars et mai 2010, avec un titre en simple à Cherbourg et quatre titres en double à Cherbourg, Sarajevo, Johannesburg et Bordeaux. Lors de Roland-Garros, il passe pour la première fois le premier tour en sept participations et perd au deuxième tour contre le futur demi-finaliste Jürgen Melzer en 4 sets. Il se qualifie ensuite pour le tournoi du Queen's, où il passe un tour dans le tableau final en battant le Taïwanais Lu Yen-hsun.
Au premier tour de Wimbledon, après être sorti des qualifications, il joue contre l'Américain John Isner et s'incline dans ce qui est devenu le match le plus long de l'ère Open, au bout de 11 heures et 5 minutes, sur le score de 4-6, 6-3, 7-67, 63-7, 68-70. Ce match qui s'est déroulé sur trois jours, a battu de nombreux records.
Cet exploit lui vaut une wild-card pour le tournoi de Newport, où il passe un tour face au Colombien Alejandro Falla. En octobre, il gagne le tournoi Challenger d'Orléans, en s'imposant en finale contre le Bulgare Grigor Dimitrov 2-6, 7-66, 7-64. Il y atteint également la finale en double, où il perd au côté de Sébastien Grosjean.

### 2011: retour dans le top 100
Il commence sa saison en représentant la France à la Coupe Hopman au côté de Kristina Mladenovic, à la suite du forfait de Gaël Monfils. Il y retrouve John Isner contre lequel il perd à nouveau. Il réussit ensuite à accrocher Andy Murray, no 4 mondial, avant de le vaincre en double mixte. Mahut se fait ensuite remarquer en entrant sur le terrain dans la tenue de sa partenaire lors du double mixte contre l'Italie, équipe que lui et Mladenovic battent 3 à 0. Deuxièmes du groupe B, les Français ne se qualifient pas pour la finale.
Nicolas Mahut se qualifie ensuite pour le tableau final du simple de l'Open d'Australie, où il passe le premier tour contre l'Argentin Brian Dabul avant de perdre contre Viktor Troicki. À Marseille, il perd au deuxième tour contre dans un match serré contre Robin Söderling, no 4 mondial. Après une défaite au premier tour de Roland-Garros, il passe un tour sur gazon aux tournois du Queen's, de Bois-le-Duc et de Newport, alors qu'il retrouve à nouveau John Isner dès le premier tour de Wimbledon, où il perd en trois sets. Après un deuxième tour à Atlanta, il atteint également ce niveau à l'US Open en revenant d'un déficit de deux sets à zéro contre Robert Farah, ce qui lui permet de rencontrer Rafael Nadal sur le court Arthur Ashe, contre lequel il abandonne à 2-6, 2-6.
Au tournoi de Valence, après une victoire sur Guillermo García-López, il déclare forfait avant le deuxième tour en raison du décès de son neveu de deux ans,. Au Masters de Paris-Bercy il bat au premier tour des qualifications son premier top 50 depuis juin 2009, le prometteur Bernard Tomic (alors no 42 mondial et récent quart-de-finaliste à Wimbledon), puis il élimine l'ancien no 1 mondial Juan Carlos Ferrero (alors 51e) dans le tableau principal avant de s'incliner contre David Ferrer. En double, avec son partenaire Julien Benneteau, il atteint sa première finale ATP depuis plus de deux ans et la première de sa carrière dans un tournoi de cette envergure ; les deux Français s'inclinent 6-2, 6-4 contre Rohan Bopanna et Aisam-Ul-Haq Qureshi.

### 2012: nouveaux titres en double et victoires de prestige en simple
Nicolas Mahut commence bien l'année en atteignant pour la première fois de sa carrière le troisième tour de l'Open d'Australie (la deuxième fois en Grand Chelem après Wimbledon en 2006). Il bat notamment le Tchèque Radek Štěpánek, tête de série no 29, avant de s'incliner lourdement (6-0, 6-1, 6-1), le jour de ses 30 ans, face au no 1 mondial Novak Djokovic. Il poursuit sur sa lancée à l'Open de Montpellier où il atteint les quarts de finale en battant notamment l'Allemand Florian Mayer, alors 21e mondial. Comme à Melbourne, il s'incline face au futur vainqueur et tête de série no 1 du tournoi, Tomáš Berdych, malgré un break en tout début de second set. Toujours à Montpellier, il remporte le titre en double au côté d'Édouard Roger-Vasselin, sans perdre un seul set et en battant notamment la paire Fleming-Hutchins, tête de série no 1, puis la paire Hanley-Murray (no 3) lors de la finale. Mahut et Roger-Vasselin remportent ainsi leur premier titre ATP ensemble après avoir remporté quatre titres Challengers. À titre individuel, il s'agit en revanche du quatrième titre ATP de Mahut en double, plus de deux ans après son titre précédent, et cette victoire lui permet de réintégrer le top 50 du classement ATP en double (49e), qu'il avait quitté en septembre 2008. Ensuite, à Marseille, il remporte à nouveau le titre en double au côté de Roger-Vasselin. Alors qu'il était repassé au-delà de la 50e place mondiale en double depuis Montpellier, il gagne 12 places pour se retrouver 42e. En simple, il bat son ami Arnaud Clément lors du premier tour avant de s'incliner face au no 1 français Jo-Wilfried Tsonga, dans un match dont il ressort frustré par le manque de supporters.
Lors des Masters 1000 américains de mars, il passe un tour dans chaque tournoi. À Indian Wells, il bat l'espoir canadien Vasek Pospisil, avant de chuter face à Juan Mónaco, alors 22e mondial. À Miami, il met fin à la carrière sportive de Fernando González, qui avait annoncé jouer son dernier tournoi, puis il est battu par Tomáš Berdych, pour la deuxième fois de la saison après Montpellier. En avril, il ne joue dans aucun tournoi sur le circuit mais il est appelé pour la première fois en équipe de France de Coupe Davis, en tant que sparring-partner, lors du quart de finale perdu contre l'équipe américaine emmenée par John Isner.

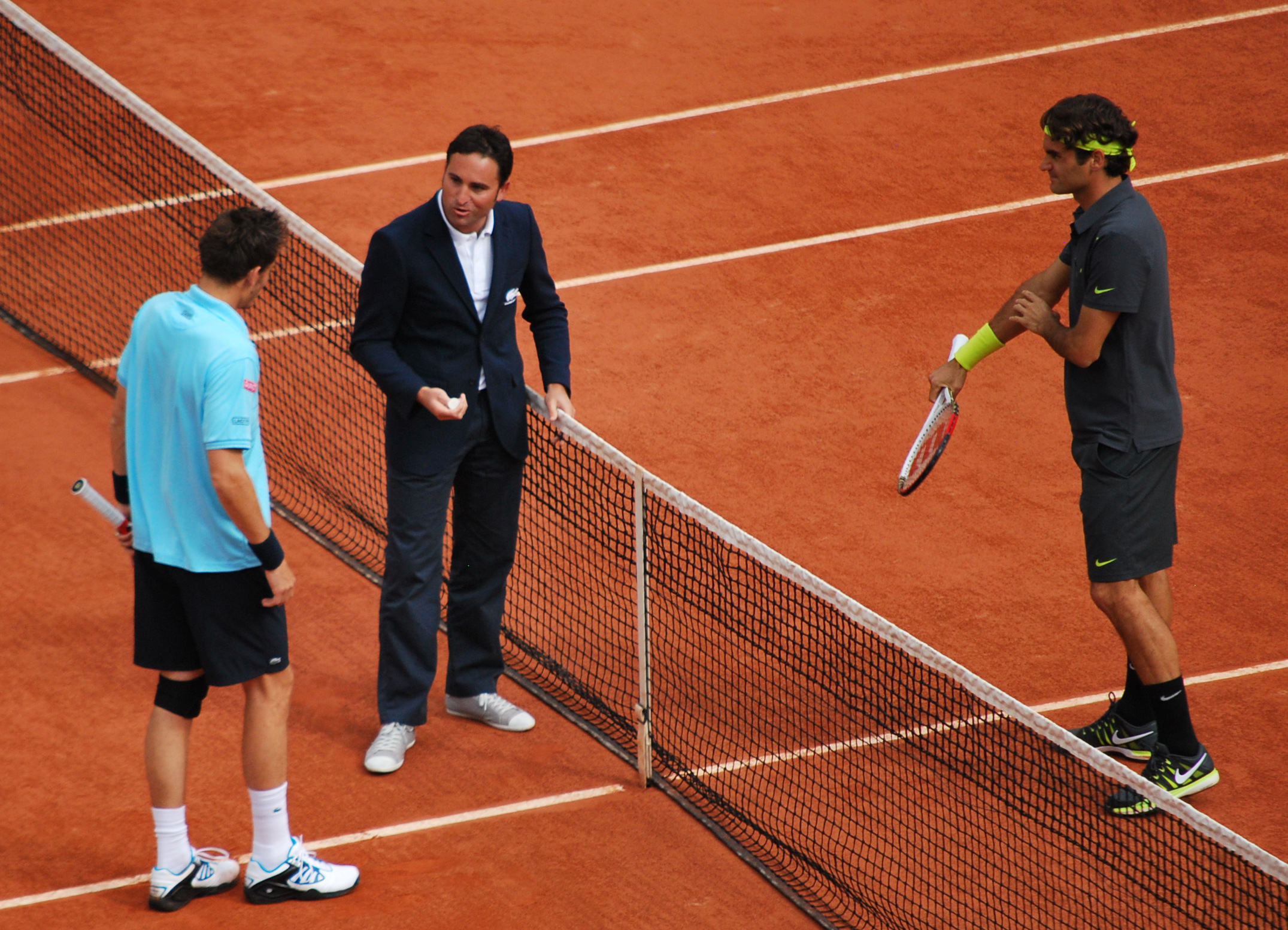
Nicolas Mahut au début de son match contre Roger Federer (à droite) au troisième tour de Roland-Garros.

Mi-mai, il revient sur le circuit pour le tournoi Challenger de Bordeaux, lors duquel il bat notamment Leonardo Mayer, 68e mondial. Aux Internationaux de France de Roland-Garros, il atteint le troisième tour pour la première fois de sa carrière. Au premier tour, il domine pour la première fois l'Américain Andy Roddick (alors 30e mondial et tête de série no 26) en quatre manches (6-3, 6-3, 4-6, 6-2), battant ainsi pour la première fois un joueur du top 50 sur terre battue. Au deuxième tour, il bat en quatre sets le Slovaque Martin Kližan avant de perdre contre Roger Federer, no 3 mondial, après avoir néanmoins remporté le deuxième set. Cette performance lui permet de remonter à la 65e place mondiale après le tournoi.

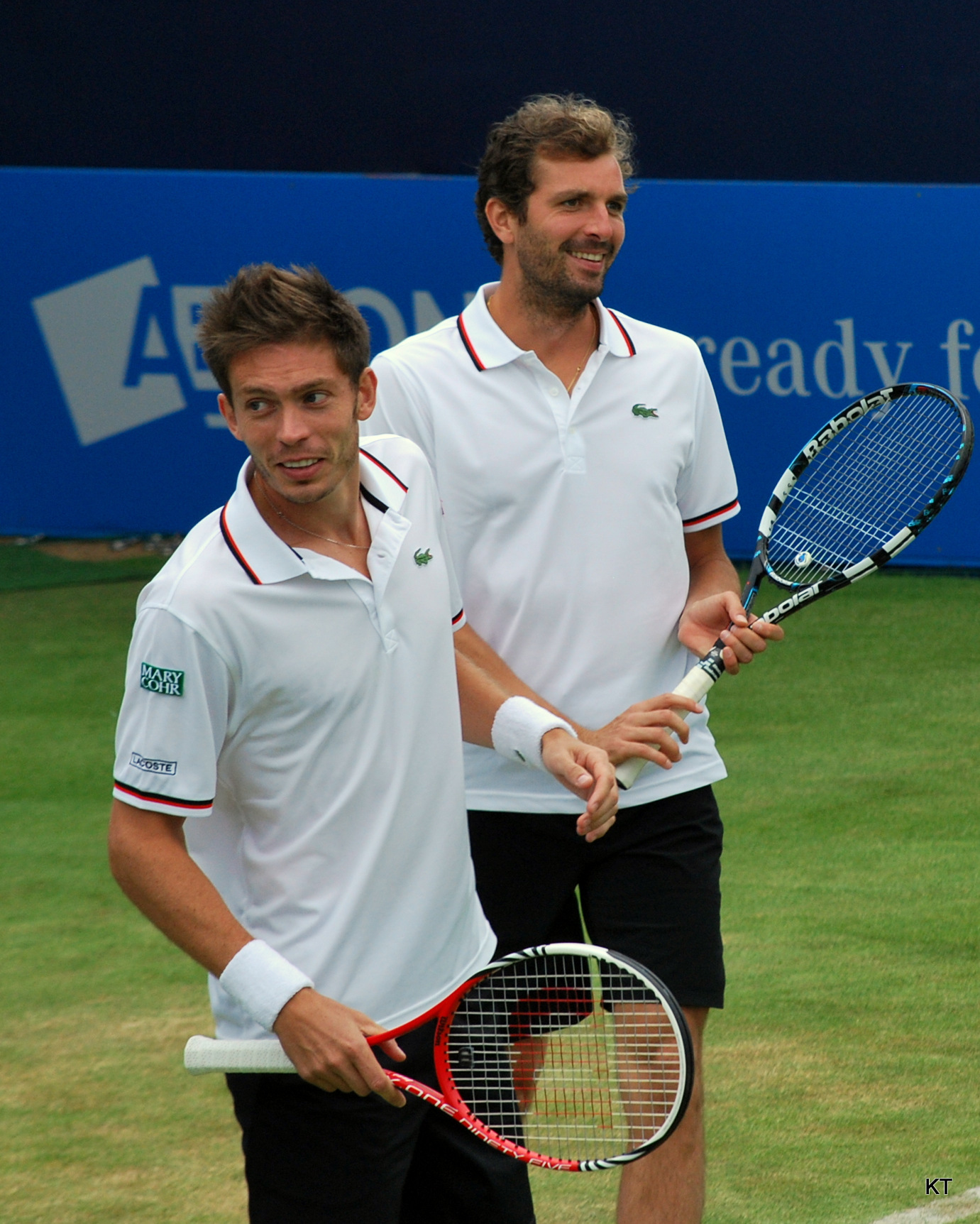
Nicolas Mahut et Julien Benneteau au Tournoi du Queen's (défaite au premier tour).

Nicolas Mahut entame ensuite sa saison sur gazon au Queen's, où il domine Guillermo García-López avant de battre le no 4 mondial, tenant du titre et tête de série no 1 du tournoi, Andy Murray, au terme d'un match disputé (6-3, 64-7, 7-61), éliminant ainsi pour la quatrième fois de sa carrière un membre du top 10. Après le match, il déclare qu'il joue son meilleur tennis et que cette victoire est probablement la plus belle de sa carrière. Il perd ensuite au troisième tour face au Bulgare Grigor Dimitrov. Lors du tournoi de Wimbledon, le tirage au sort permet alors d'envisager dès le deuxième tour une rencontre entre Mahut et Isner pour la troisième année consécutive,, évènement qui devient finalement impossible après l'élimination de l'Américain dès le premier tour face à Alejandro Falla. Mahut, quant à lui, remporte son match de premier tour mais a besoin de cinq sets pour se défaire de Paolo Lorenzi en l'espace de deux jours. Au deuxième tour, il est mené deux sets à zéro et finit par s'incliner lui aussi face à Falla, à nouveau dans un match en cinq sets étalé sur deux jours. Il se présente ensuite à Newport, où il domine le Suisse Marco Chiudinelli avant de s'incliner une nouvelle fois sur gazon face à John Isner.
Lors du tournoi de Los Angeles, il profite de l'absence de nombreux joueurs sélectionnés pour les Jeux olympiques pour être désigné tête de série no 4, ce qui l'exempte du premier tour, mais, après avoir battu Paolo Lorenzi, il s'incline dès son deuxième match, en quart de finale, contre l'espoir lituanien Ričardas Berankis, contre qui il perd à nouveau dès le premier tour du tournoi de Washington la semaine suivante. Toutefois, à Washington, il atteint les demi-finales en double avec Édouard Roger-Vasselin. Durant la tournée américaine, il commence à ressentir des douleurs au genou qui le gênent de plus en plus.
En septembre, il remporte son troisième titre de double de l'année avec Roger-Vasselin, lors de l'Open de Moselle à Metz. Après le tournoi, il occupe la 34e place mondiale en double, qu'il n'avait pas atteinte depuis mai 2008, s'approchant ainsi de son meilleur classement (25e en 2005). Il met fin à sa saison dès octobre pour soigner une blessure à un genou.

### 2013: finale en double à Roland-Garros et premiers titres ATP en simple
Nicolas Mahut connaît une première partie de saison difficile, essentiellement à cause de blessures au genou, au point d'envisager une retraite sportive. À l'écart du circuit depuis octobre, Nicolas Mahut décide de faire sa rentrée lors de l'Open d'Australie, où il ne s'aligne qu'en double au côté de Michaël Llodra, décidant de laisser sa wild card en simple à Josselin Ouanna. Dès le premier tour, il se blesse à nouveau au genou gauche et se voit contraint d'abandonner.
Il revient sur le circuit mi-février, au côté d'Édouard Roger-Vasselin, avec qui il atteint les demi-finales à Marseille, où ils étaient tenants du titre. Ensemble, ils atteignent à nouveau les demi-finales à Nice en mai. Outre ces performances et une demi-finale en simple dans un modeste tournoi Future, la première partie de sa saison est parsemée d'échecs rapides dans les tournois qu'il dispute, tant en simple qu'en double. Ses contre-performances ont un impact sur ses classements ATP : il descend jusqu'à la 83e en double le 25 février et la 174e place en simple le 20 mai. Il obtient néanmoins une invitation pour participer au tournoi de Roland-Garros, où il perd dès le premier tour face à Janko Tipsarević, tête de série no 8 du tableau, qu'il avait auparavant battu lors de leurs deux seules confrontations sur le circuit.
En revanche, en double messieurs, où il est à nouveau associé à Michaël Llodra, Mahut dépasse pour la première fois de sa carrière les quarts de finale de Roland-Garros puis atteint sa première finale en Grand Chelem. La paire française, qui n'est pas tête de série, se défait notamment des paires Max Mirnyi-Horia Tecău (no 5) et Marcel Granollers-Marc López (no 2). En finale, ils s'inclinent (4-6, 6-4, 64-7) face aux numéros un mondiaux de la spécialité, les frères Bob Bryan-Mike Bryan, après avoir pourtant égalisé à un set partout puis mené 4-2 dans le tie-break du troisième set. Après le tournoi, Nicolas Mahut remonte à la 32e place mondiale en double, mais il descend à la 224e en simple.

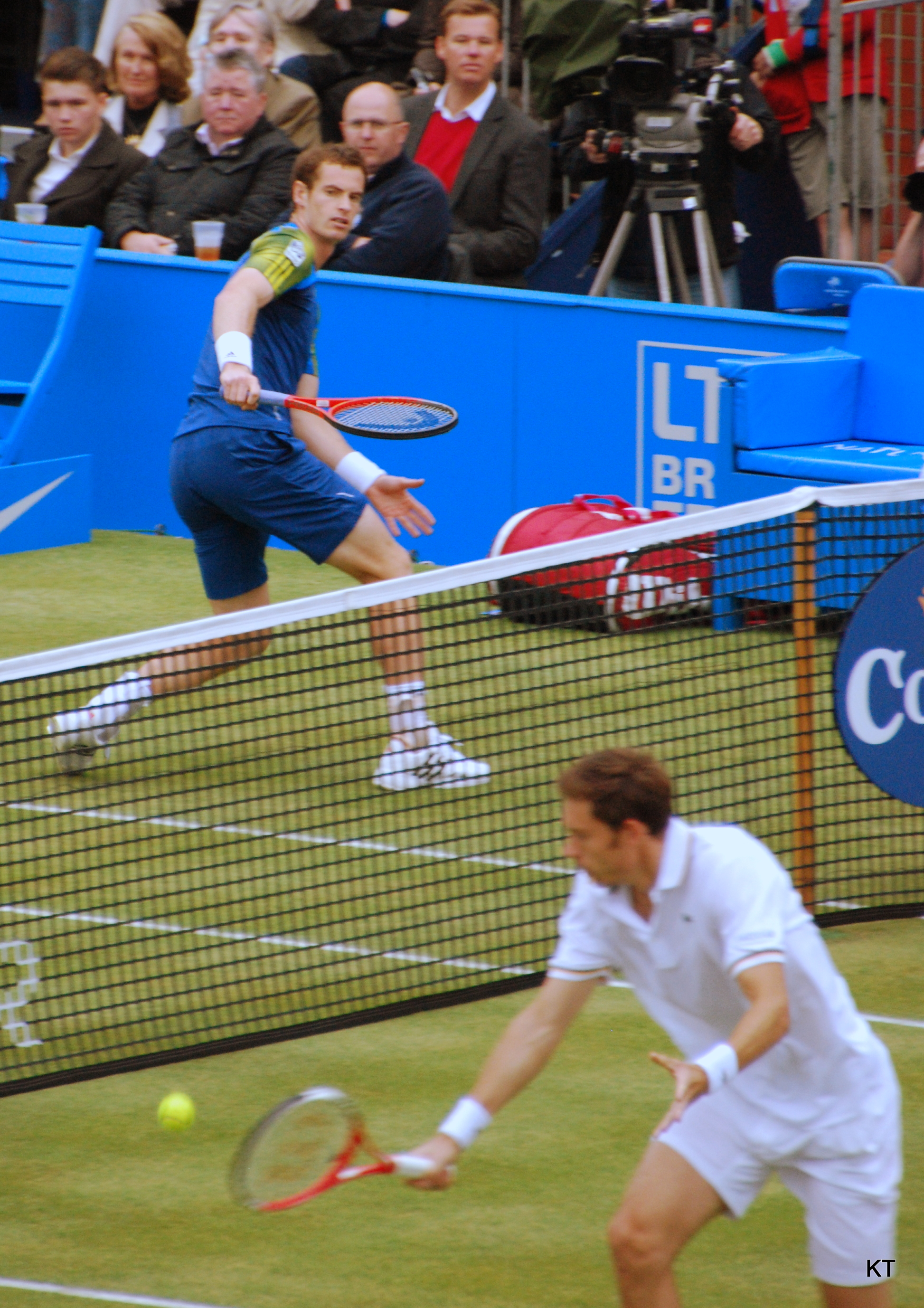
Nicolas Mahut face à Andy Murray lors du tournoi du Queen's.

Il enchaîne en intégrant directement le tableau du tournoi du Queen's, où il perd au deuxième tour contre Andy Murray (3-6, 64-7), qu'il avait battu l'année précédente au même stade de ce tournoi, ce qui entraîne une nouvelle chute au classement ATP en simple : 240e. Il apprend néanmoins, avant son match contre Murray, que le tournoi de Wimbledon lui accorde une invitation. À ce stade de la saison, il n'a joué que deux tournois du circuit principal en simple et n'a remporté qu'un match sur trois joués. N'ayant plus besoin de s'inscrire pour les qualifications de Wimbledon, il décide à la dernière minute de poursuivre sa saison sur gazon à l'Open de Bois-le-Duc, où il sort des qualifications, en battant notamment Łukasz Kubot lors du tour qualificatif. Il bénéficie ensuite d'un tableau dégagé par l'élimination prématurée des têtes de série, ce qui lui permet d'atteindre la finale en éliminant successivement Ričardas Berankis, Andrey Kuznetsov, Evgeny Donskoy et Xavier Malisse. Il atteint alors la troisième finale ATP de sa carrière en simple, où il affronte Stanislas Wawrinka, 10e joueur mondial et tête de série no 2 du tournoi, qui atteint alors sa première finale sur gazon. Quelque peu bloqué par l'enjeu au départ, Mahut bénéficie de deux interruptions par la pluie en début de match, durant lesquelles il peut s'entretenir avec son entraîneur, Nicolas Escudé, et ainsi se détendre pour la suite du match. Il l'emporte finalement sur Wawrinka sur le score de 6-3, 6-4, remportant ainsi son premier titre ATP en simple. En cinq matchs dans le tableau principal, il n'a perdu aucun set (et un seul en qualifications) et n'a concédé qu'un break sur ses 47 jeux de service. Finaliste le plus mal classé depuis le début de la saison ATP et deuxième joueur qualifié à gagner un tournoi ATP en 2013, il est également le joueur le plus mal classé à remporter un tournoi ATP depuis Kei Nishikori en 2008, alors 244e mondial lors de sa victoire à Delray Beach,. Il est alors le troisième Français à remporter l'Open de Bois-le-Duc après Arnaud Boetsch en 1993 et Michaël Llodra en 2004. Ce titre permet à Mahut de faire un bond au classement ATP, passant de la 240e place à la 124e (atteignant également la 30e place mondiale en double la même semaine). Seulement deux jours après ce premier titre, il enchaîne avec Wimbledon, où il continue sa série de victoires sur gazon en battant Jan Hájek (6-2, 6-4, 6-3) mais il perd dès le deuxième tour contre Tommy Robredo (63-7, 1-6, 65-7). Il s'incline également au deuxième tour en double.
Il obtient ensuite une nouvelle invitation pour le tournoi de Newport, où il atteint facilement la finale après avoir pour cela battu Rhyne Williams, Tim Smyczek, Michał Przysiężny puis Michael Russell sans perdre le moindre set. Il joue le même jour la demi-finale puis la finale où il affronte Lleyton Hewitt, tête de série no 4 et finaliste de l'édition 2012, qui remporte le premier set 7-5 avant que Mahut n'égalise en remportant le deuxième set sur le même score alors que l'Australien servait pour le match à 5-4 ; dans le set décisif, Hewitt parvient à faire le break mais Mahut revient dans le match en gagnant plusieurs jeux d'affilée, terminant par un jeu blanc sur son service. Trois semaines seulement après son premier titre ATP, Nicolas Mahut remporte donc le deuxième titre de sa carrière. À cause des annulations dues à la pluie, Mahut a joué (et gagné) trois matches en un jour pour un total cumulé de 4 h 45 de jeu : la demi-finale et la finale en simple ainsi que la demi-finale du double. Nicolas Mahut réussit aussi à se qualifier pour la finale du tournoi en double, où il est tête de série no 2 en double au côté d'Édouard Roger-Vasselin. Les deux Français remportent ensuite la finale face aux Américains Tim Smyczek et Rhyne Williams (6-74, 6-2, 10-5). Mahut est alors le premier joueur depuis Mikhail Youzhny (à Zagreb en février 2012) à remporter les titres en simple et en double lors d'un même tournoi ATP. Il est aussi le troisième joueur à réussir ce doublé à Newport après Dan Goldie en 1987 et Rajeev Ram en 2009. C'est aussi, dans son palmarès de double déjà riche de six autres titres ATP sur dur, son premier titre sur gazon, neuf ans après sa seule autre finale en double sur cette surface, également à Newport. Ses bonnes performances à Newport lui permettent de nouveaux bonds dans les classements ATP, où il remonte à la 75e place en simple et où il améliore le meilleur classement de sa carrière en double avec une 22e place mondiale.
Sa saison sur dur lui vaut ensuite beaucoup moins de réussite, outre une victoire facile sur le Polonais Łukasz Kubot (6-3, 6-1) au premier tour de l'Open de Winston-Salem. Comme souvent dans sa carrière, il s'incline dès le premier tour de l'US Open, face au Russe Mikhail Youzhny, tête de série no 21 (4-6, 4-6, 64-7). En double, en revanche, il passe les deux premiers tours au côté de Llodra avant de s'incliner en trois sets face à Leander Paes et Radek Štěpánek, têtes de série no 4 et futurs vainqueurs du tournoi (5-7, 6-4, 6-3).
En septembre, alors qu'il n'a remporté qu'un match sur le circuit principal depuis son titre à Newport, Mahut atteint les demi-finales de l'Open de Moselle en battant, sans perdre un set, Leonardo Mayer, Andreas Seppi (tête de série no 3, 22e mondial) et Benjamin Becker ; il perd ensuite face à son compatriote Gilles Simon. En double, où il est tenant du titre, Mahut est associé à Jo-Wilfried Tsonga et atteint la finale, en battant Carlos Berlocq et Igor Sijsling, Andre Begemann et Martin Emmrich (têtes de série no 4), puis Paul Hanley et André Sá ; ils s'inclinent ensuite en finale contre Johan Brunström et Raven Klaasen.
En octobre, il remporte son dixième titre en simple sur le circuit Challenger lors de l'Open de Rennes en battant son compatriote Kenny de Schepper en finale. La semaine suivante, il atteint la finale du Challenger de Vendée, s'inclinant face à l'Allemand Michael Berrer, ce qui lui permet d'atteindre la 54e place mondiale, son meilleur classement depuis 2008. En lice dans le tableau de double à l'Open de Bâle, Mahut et son partenaire Llodra parviennent en demi-finale.
Mahut obtient ensuite une invitation pour les Masters 1000 de Paris-Bercy, où il bat Alexandr Dolgopolov au premier tour avant de s'incliner face à Gilles Simon.

### 2014: son meilleur classement ATP en simple
Nicolas Mahut commence sa saison en Australie, où il passe un tour à Brisbane puis à Sydney. Lors du tournoi de Brisbane, sur une suggestion de Severin Lüthi, il fait équipe avec Roger Federer en double : ils atteignent ensemble les demi-finales en battant notamment la paire Tecău-Rojer, tête de série no 1. À l'Open d'Australie, alors qu'il a intégré le top 50 du classement ATP pour la première fois depuis 2008 (46e), Mahut s'incline dès le premier tour en simple. En revanche, en double, où il est tête de série no 13 au côté de Michaël Llodra, il parvient pour la première fois en demi-finale de ce tournoi, niveau qu'il atteint pour la quatrième fois de sa carrière en Grand Chelem. Durant leur parcours, Llodra et Mahut éliminent notamment Alexander Peya et Bruno Soares (têtes de série no 2) puis Leander Paes et Radek Štěpánek (no 5), avant de perdre contre la paire composée de Łukasz Kubot et Robert Lindstedt (4-6, 7-612, 3-6).
Nicolas Mahut continue à obtenir de bons résultats en double. Il atteint d'abord la finale de l'Open de Montpellier avec Marc Gicquel en battant notamment Paul Hanley et Jonathan Marray (no 3) avant de s'incliner contre Nikolay Davydenko et Denis Istomin. La semaine suivante, il remporte le tournoi de Rotterdam au côté de Llodra en éliminant notamment Daniel Nestor et Nenad Zimonjić (no 3) puis en battant Jean-Julien Rojer et Horia Tecău en finale. Après 7 titres dans des tournois ATP 250, Mahut remporte alors son premier tournoi dans la catégorie ATP 500 et également son premier au côté de Llodra. Il intègre aussi pour la première fois le top 20 du classement de double, avec une 14e place mondiale, améliorant alors de 8 places son meilleur classement. D'autre part, en simple, il passe un tour à Rotterdam face à Daniel Brands avant de s'incliner face au futur vainqueur Tomáš Berdych, ce qui lui permet d'approcher son meilleur classement en simple, avec une 41e place mondiale.
Il s'aligne ensuite à l'Open de Marseille, où il est désigné tête de série no 8 en simple et où il atteint les quarts-de-finale en battant Kenny de Schepper puis Ričardas Berankis, avant de perdre contre Ernests Gulbis, futur vainqueur du tournoi. Alors que Nicolas Mahut avait envisagé de mettre un terme à sa carrière un an auparavant, cette performance lui permet d'égaliser son meilleur classement ATP en simple (40e). La semaine suivante, alors qu'il n'a joué aucun tournoi, il améliore son meilleur classement de sa carrière acquis 6 ans plus tôt en devenant 39e à l'ATP.
Lors des Masters d'Indian Wells, il s'incline dès le premier tour en simple contre Teimuraz Gabashvili mais, en double, associé à Jo-Wilfried Tsonga, il atteint les quarts de finale en battant notamment Daniel Nestor et Nenad Zimonjić (têtes de série no 7). Ensuite, aux Masters de Miami, il perd à nouveau au premier tour en simple, contre Denis Istomin, mais il atteint les demi-finales en double avec Michaël Llodra. Il améliore à nouveau son meilleur classement de double en atteignant la 12e place mondiale.
Début avril, alors qu'il espérait obtenir une première sélection en équipe de France de Coupe Davis, il exprime sa déception après sa non-sélection par le capitaine Arnaud Clément.

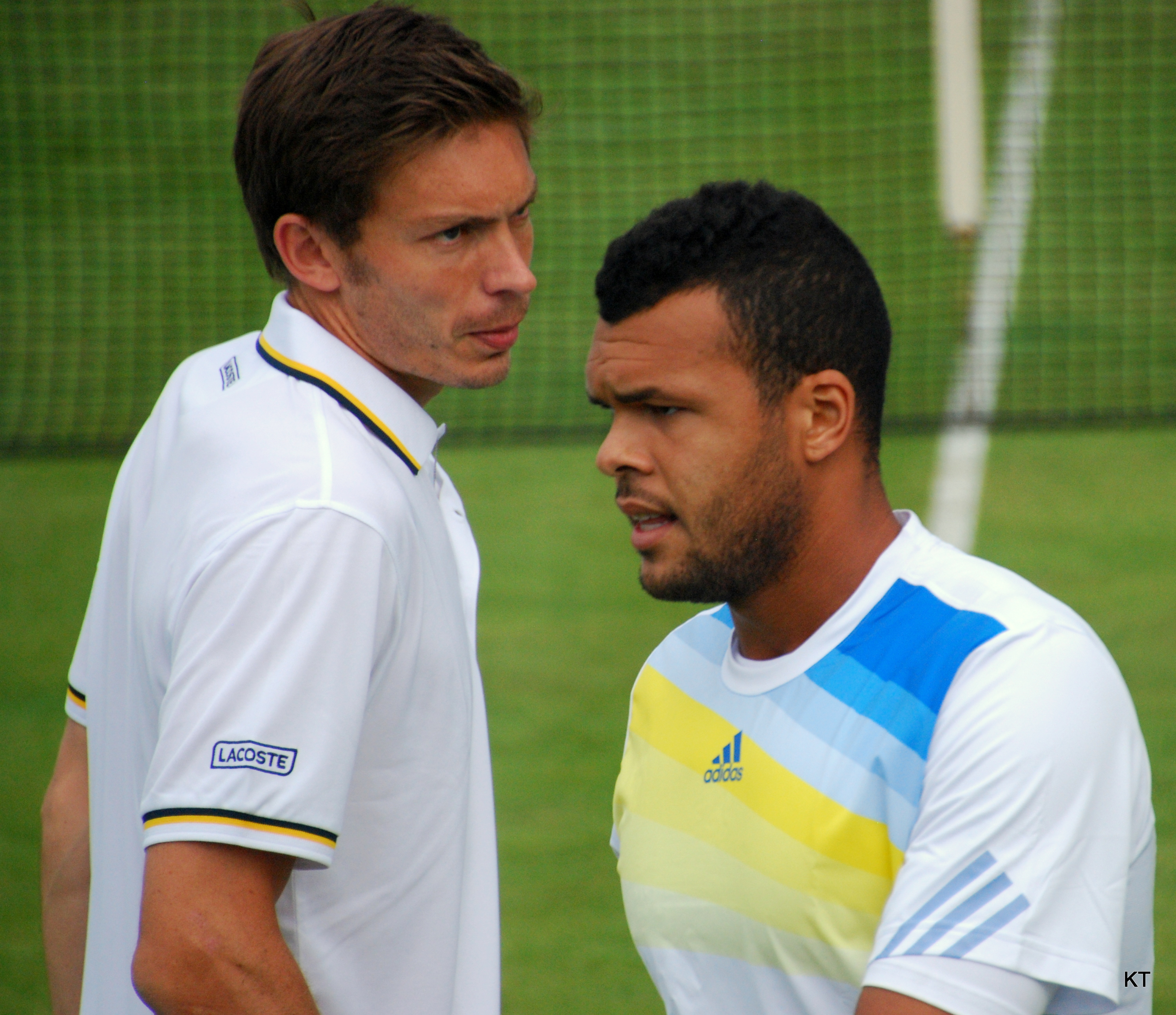
Avec Jo-Wilfried Tsonga lors du tournoi du Queen's.

Après trois échecs au premier tour dans les principaux tournois de début d'année (Melbourne, Indian Wells et Miami), Nicolas Mahut passe enfin un tour lors des Masters de Monte-Carlo, en battant l'Autrichien Dominic Thiem. Il remporte ainsi le premier match de sa saison sur terre battue, mais il s'incline dès le tour suivant contre l'Espagnol Nicolás Almagro, tête de série no 15.
Le 28 avril, malgré des défaites au premier tour à Bucarest en simple et en double, il améliore à nouveau ses meilleurs classements ATP, atteignant la 38e place mondiale en simple et la 10e en double. Il occupe même la 37e place en simple la semaine suivante sans avoir joué de tournoi.
Lors du tournoi de Roland-Garros, il s'incline dès le premier tour en simple contre le Kazakh Mikhail Kukushkin, ne parvenant pas à s'adapter aux conditions météorologiques ayant rendu la terre trop lourde pour son jeu d'attaquant. En double, il atteint les huitièmes de finale mais son partenaire, Michaël Llodra est contraint à l'abandon sur blessure dès le début de leur match contre leurs compatriotes Édouard Roger-Vasselin et Julien Benneteau, futurs vainqueurs du tournoi.
Mahut commence ensuite sa saison sur gazon au tournoi du Queen's : désigné tête de série no 13, il bat le Turc Marsel Ilhan mais s'incline dès le tour suivant face à Édouard Roger-Vasselin. Il s'aligne ensuite à l'Open de Bois-le-Duc, où il doit défendre son titre. Tête de série no 7, il s'incline en quart de finale contre Roberto Bautista-Agut, tête de série no 3 et futur vainqueur du tournoi.

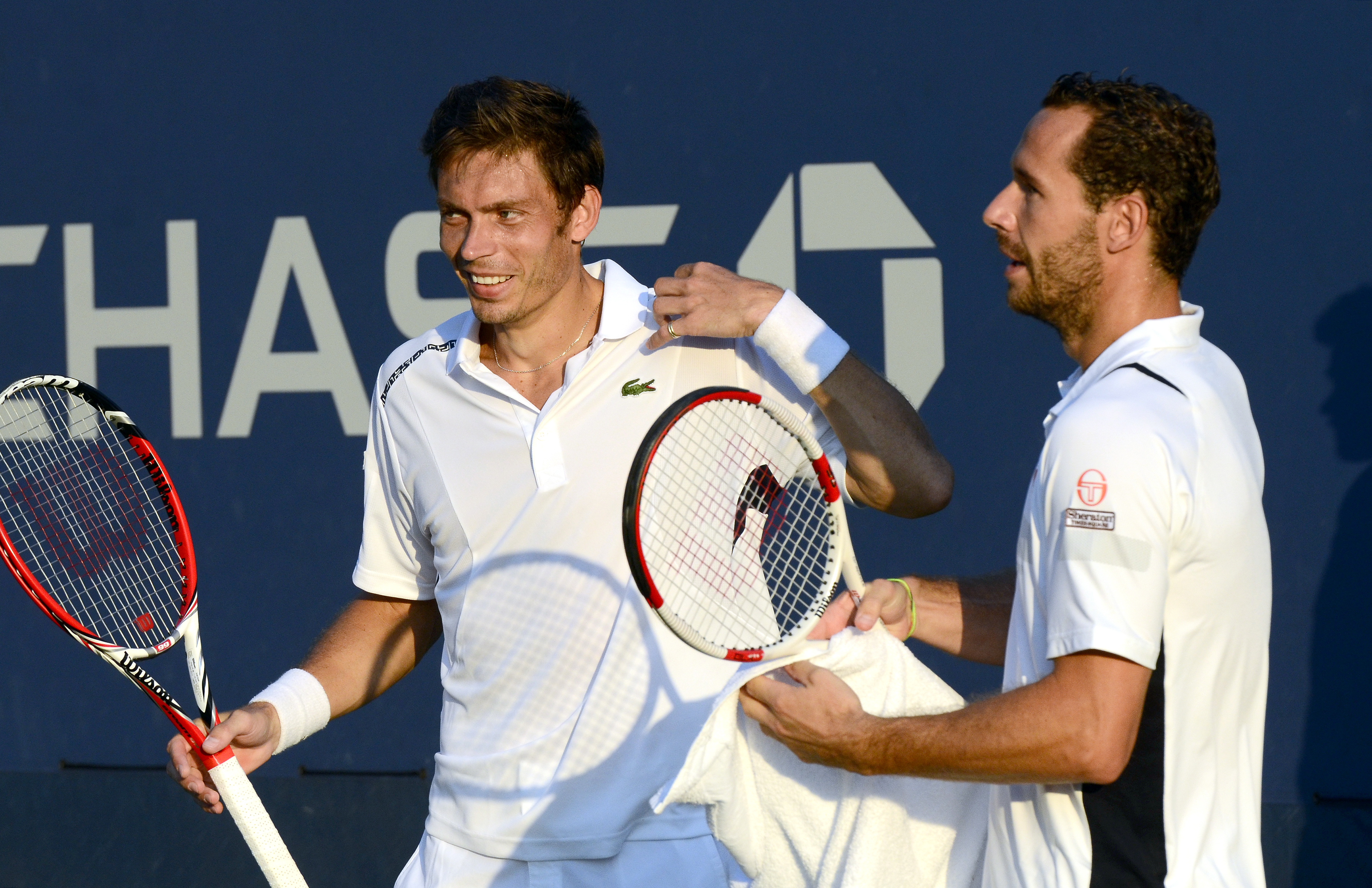
Avec Michaël Llodra lors du premier tour de l'US Open.

À Wimbledon, il connaît une désillusion en chutant d'entrée face à Marcel Granollers, tête de série no 30 mais pourtant à la portée de Nicolas Mahut au vu des performances habituelles de l'Espagnol sur gazon. En double, il est tête de série no 12 au côté de Llodra. En huitième de finale, il retrouve Granollers, tête de série no 6 avec Marc López, que les Français éliminent avant de battre leurs compatriotes Roger-Vasselin et Benneteau (no 4) en quart. Llodra et Mahut s'inclinent en demi-finales contre les frères Bryan (no 1). Grâce à cette performance, Mahut a ainsi atteint les demi-finales en double de tous les tournois du Grand Chelem au cours de sa carrière. Il défend ensuite son titre à Newport où il est tête de série no 4 mais, comme à Bois-le-Duc, il est éliminé en quart-de-finale. Il perd aussi son titre en double en s'inclinant en demi-finale.
Lors de la tournée américaine sur dur, il ne connaît la réussite qu'à l'Open de Winston-Salem, où il passe deux tours en battant notamment Tommy Robredo, 18e mondial et tête de série no 3. Ailleurs, il s'incline dès le premier tour, notamment lors de l'US Open, où il vit également la même mésaventure qu'à Roland-Garros en double : à cause d'une blessure de Llodra, la paire déclare forfait au deuxième tour. Cette succession de contre-performances le font redescendre au-delà de la 80e place mondiale à partir de mi-juillet puis il sort plusieurs fois du top 100. Mahut s'aligne alors dans plusieurs tournois du circuit Challenger, remportant celui de Saint-Rémy-de-Provence en simple et l'Elias Trophy en double avec Marc Gicquel, et atteignant la finale à l'Open de Rennes où il était tenant du titre.

### 2015: premier titre de Grand Chelem en double, troisième titre en simple, débuts en Coupe Davis
Il commence sa saison par deux défaites, d'abord en double à Brisbane, puis en simple au premier tour des qualifications de l'Open d'Australie. En revanche, associé à Pierre-Hugues Herbert, il intègre directement le tableau du double à Melbourne, où les deux Français, qui ne sont pas têtes de série, atteignent la finale, Mahut parvenant pour la deuxième fois de sa carrière à ce niveau dans un tournoi du Grand Chelem. À partir du deuxième tour, ils éliminent successivement quatre têtes de série : Juan Sebastián Cabal et Robert Farah (no 11), puis Aisam-Ul-Haq Qureshi et Nenad Zimonjić (no 8), Julien Benneteau et Édouard Roger-Vasselin (no 2) et enfin Ivan Dodig et Marcelo Melo (no 4). En finale, ils perdent face aux Italiens Simone Bolelli et Fabio Fognini (6-4, 6-4), qui ne sont pas têtes de série et qui disputent, comme Herbert, leur première finale à ce niveau.
Malgré une défaite contre l'Allemand Jan-Lennard Struff au premier tour de l'Open de Marseille et son forfait pour blessure en double dans le même tournoi, Arnaud Clément lui apprend, la semaine suivante, qu'il est sélectionné en équipe de France de Coupe Davis, pour la première fois de sa carrière, à l'occasion du premier tour contre l'Allemagne. Bénéficiant des forfaits de Jo-Wilfried Tsonga et Richard Gasquet, Mahut est associé à Julien Benneteau pour le match de double, où les Français remportent leur troisième point, se qualifiant ainsi pour le tour suivant. Il est également aligné dans le dernier simple, sans enjeu, qu'il perd face à Jan-Lennard Struff. En avril, il remporte le tournoi challenger de Saint-Brieuc en simple en battant le Japonais Yuichi Sugita en finale.

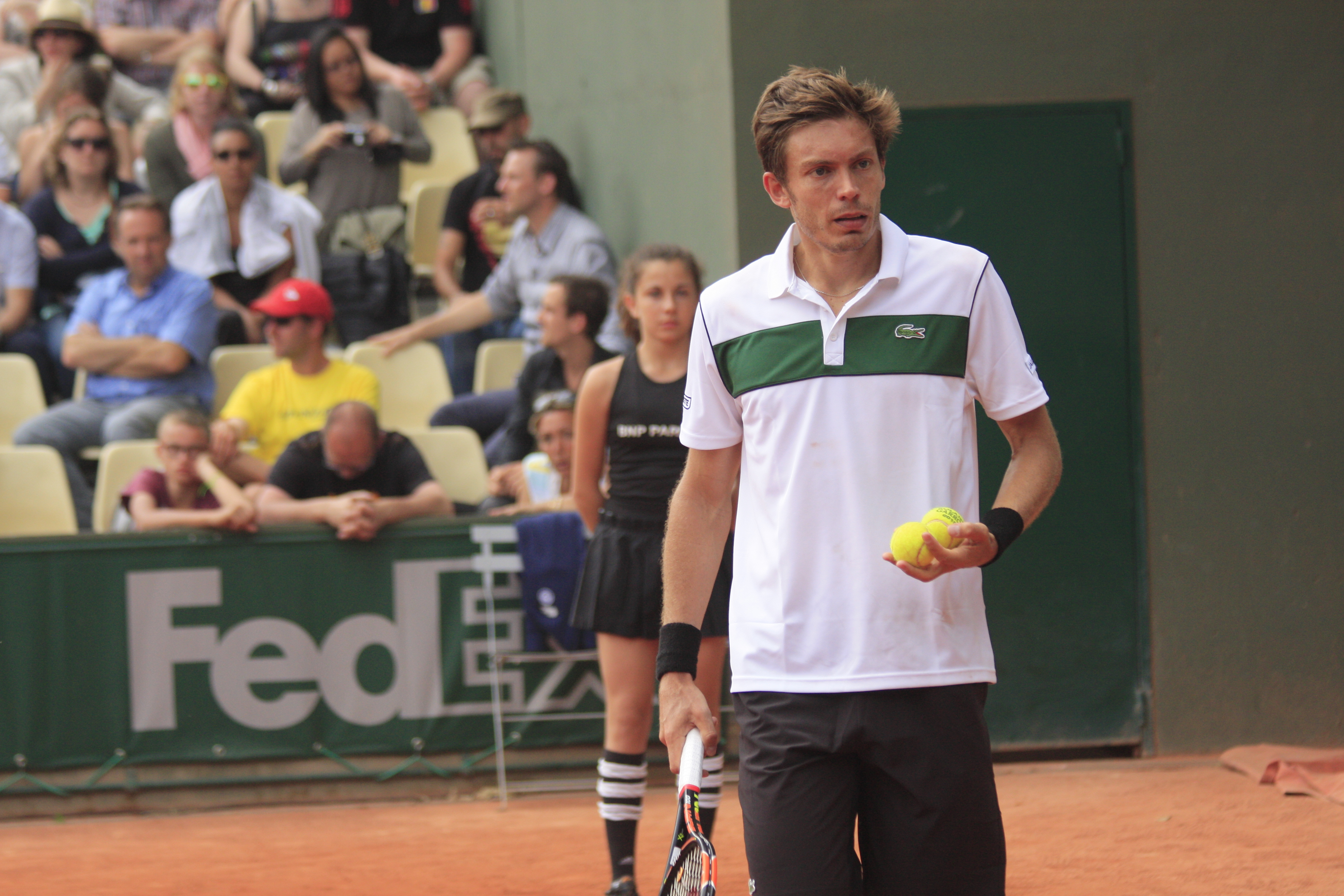
Nicolas Mahut lors de son premier tour à Roland-Garros en 2015.

Au moment de jouer à Roland-Garros, où il obtient une wild-card, Nicolas Mahut n'a pas gagné un seul match en simple sur le circuit principal depuis le début de l'année et il est classé au-delà de la 100e place mondiale. Malgré cela, il passe les deux premiers tours face au jeune Belge Kimmer Coppejans, issu des qualifications, puis en quatre sets face au Letton Ernests Gulbis, tête de série no 24. Atteignant le troisième tour du tournoi pour la seconde fois de sa carrière, il s'incline ensuite en 5 sets face à Gilles Simon. Cette performance lui permet de revenir dans le top 100 du classement ATP. Associé à Pierre-Hugues Herbert en double, il s'incline au stade des huitièmes de finale.
Il commence ensuite sa saison sur gazon à Bois-le-Duc, où il sort des qualifications, en battant notamment son compatriote Kenny de Schepper. Dans le tableau principal, il élimine Lleyton Hewitt, puis Roberto Bautista-Agut, tête de série no 3 et tenant du titre, Adrian Mannarino (no 6) et s'impose en finale face au Belge David Goffin, en deux sets, 7-61, 6-1, s'adjugeant ainsi son troisième titre ATP en simple. En double, Herbert et Mahut atteignent la finale, en sortant notamment les paires Daniel Nestor-Leander Paes (no 2) et Jamie Murray-John Peers (no 3).
Le 17 juin, Mahut apprend qu'il obtient une wild-card par les organisateurs de Wimbledon grâce à son titre et ses bonnes performances. La même semaine, au tournoi du Queen's, il remporte le titre en double avec Herbert en battant notamment la paire Alexander Peya-Bruno Soares (no 1) en demi-finale, puis Nenad Zimonjić-Marcin Matkowski (no 2) en finale. À Wimbledon, il passe le premier tour face à Filip Krajinović puis s'incline nettement contre Tomáš Berdych (no 6) dans un match où il dit s'être « fait humilier ». Il perd ensuite en huitième de finale du double.
Ses bonnes performances sur gazon lui permettent d'être à nouveau sélectionné en équipe de France de Coupe Davis pour affronter la Grande-Bretagne sur cette surface. Sélectionné pour jouer le double avec Jo-Wilfried Tsonga, il déclare après le match perdu ne pas avoir bien joué. La France finit par perdre cette rencontre 3-1.
Lors de la tournée américaine sur dur, Mahut est repêché à Montréal après le forfait de Richard Gasquet et parvient à sortir des qualifications à Cincinnati en battant notamment Steve Johnson, 48e mondial, mais il perd ensuite au premier tour dans les deux tournois. Après une troisième défaite au premier tour lors du tournoi de Wiston-Salem, il se présente donc à l'US Open avec un bilan plutôt négatif. Néanmoins, il s'impose au premier tour face à l'Américain Sam Querrey, 38e mondial, en 3 sets, avant de s'incliner en 4 sets contre l'Espagnol Guillermo García-López. En double, à nouveau au côté de Pierre-Hugues Herbert, il atteint sa troisième finale en Grand Chelem, la deuxième de l'année, après avoir notamment vaincu Marcel Granollers et Marc López (no 7), puis Jean-Julien Rojer et Horia Tecău (no 3), et Dominic Inglot et Robert Lindstedt lors de la demi-finale. Mahut et Herbert sont alors les premiers Français à atteindre la finale du double à l'US Open depuis Henri Leconte et Yannick Noah en 1985. Ils remportent ensuite leur premier titre du Grand-Chelem après une victoire sur Jamie Murray et John Peers (no 8), 6-4, 6-4, et deviennent alors la première paire française à remporter l'US Open, rejoignant au palmarès leur compatriote Pierre Barthès qui s'était imposé en 1970 au côté du Yougoslave Nikola Pilić. Une semaine après sa victoire, Mahut atteint à nouveau son meilleur classement en double, 10e.
Lors de l'Open de Moselle à Metz, il atteint les quarts-de-finale en simple, en éliminant notamment son compatriote Adrian Mannarino (39e mondial), et la finale du double avec Herbert (où ils sont têtes de série no 1, s'inclinant contre Łukasz Kubot et Édouard Roger-Vasselin (no 2). Une semaine plus tard, il atteint un nouveau classement record en double, avec une 9e place mondiale.
En novembre, il joue son troisième Masters 1000 de la saison, à Paris-Bercy, où il s'incline dès son premier match en simple comme en double. Il participe ensuite pour la première fois, au côté de Pierre-Hugues Herbert, au Masters de double. Mahut et Herbert remportent un match sur trois en poule et sont ainsi éliminés, terminant troisième de leur groupe.

### 2016: six titres en double dont Wimbledon, quatrième titre en simple
Il commence sa saison par une défaite au premier tour du tournoi de Brisbane face à Bernard Tomic, tête de série no 7. Dans le même tournoi, il commence l'année en double avec Pierre-Hugues Herbert par une victoire avant de perdre en quart de finale. Il poursuit sa tournée australienne avec le tournoi de Sydney où il sort des qualifications puis bat successivement son compatriote Adrian Mannarino et Andreas Seppi (tête de série no 5), avant de s'incliner en quart de finale face Viktor Troicki. Il enchaîne avec l'Open d'Australie. En simple, il s'impose au premier tour face à l'Italien Marco Cecchinato en 4 sets mais s'incline au tour suivant face à son compatriote Gaël Monfils en 3 manches. Finaliste sortant en double, il s'aligne à nouveau au côté de Pierre-Hugues Herbert, avec qui il est tête de série no 6. Ils s'inclinent dès le deuxième tour face à la paire remplaçante espagnole composée de Pablo Andújar et Pablo Carreño-Busta.
Il participe en février au tournoi de Montpellier, où il perd dès le premier tour contre Jan-Lennard Struff. La semaine suivante, il sort des qualifications à Rotterdam, puis bat successivement trois joueurs du top 50 : Teymuraz Gabashvili (44e), Jérémy Chardy (28e) et Viktor Troicki, (22e mondial et tête de série no 8), contre lequel il s'impose largement (6-2, 6-1), atteignant ainsi pour la première fois de sa carrière la demi-finale d'un tournoi ATP 500. Il perd ensuite contre Martin Kližan (futur vainqueur du tournoi) après avoir eu trois balles de matchs (7-63, 6-77, 2-6). Grâce à cette performance, Nicolas Mahut gagne 14 places au classement et atteint le 40e rang mondial en simple. En double, il s'associe à Vasek Pospisil (comme l'édition précédente) ; ils remportent le titre en éliminant successivement les paires Seppi/Sousa, Bopanna/Mergea (têtes de série no 4), Kontinen/Peers, puis Petzschner/Peya. C'est la première fois qu'il remporte un tournoi ATP avec un joueur étranger. Il s'aligne ensuite à Marseille, bénéficiant des forfaits de Borna Ćorić et Jerzy Janowicz pour intégrer le tableau principal. Fatigué par sa semaine précédente où il a enchaîné 6 matchs en simple et 4 en double, il s'incline dès le premier tour face à son compatriote Vincent Millot, issu des qualifications. Il apprend dans le même temps qu'il n'est pas retenu par Yannick Noah pour participer au premier tour de Coupe Davis.
Il entame la saison américaine en intégrant directement le tableau principal du tournoi d'Indian Wells, premier Masters 1000 de la saison, où il s'incline au deuxième tour contre Richard Gasquet. En double, Pierre-Hugues Herbert et lui remportent leur premier Masters 1000, en s'imposant successivement face aux paires Dimitrov/Mirnyi, Nestor/Štěpánek, Chardy/Martin, Roger-Vasselin/Zimonjić puis en battant en finale les tenants du titre, Vasek Pospisil et Jack Sock (6-3, 7-65). Il atteint alors le meilleur classement de sa carrière en double, à la 7e place mondiale. Présent à Miami la semaine suivante, il s'incline dès son entrée en lice en simple contre Tatsuma Ito. En double, Pierre-Hugues Herbert et lui écartent consécutivement les tandems Marach/Thiem, puis Qureshi/Simon et de nouveau Chardy/Martin dans un match très serré (65-7, 7-65, 10-7). En demi-finale, ils battent avec autorité les frères Bryan (6-3, 6-3) puis s'imposent en finale face à Raven Klaasen et Rajeev Ram (5-7, 6-1, [10-7]). Ce deuxième sacre d'affilée en Masters 1000 lui assure de devenir no 5 mondial en double, améliorant donc de deux rangs le meilleur classement de sa carrière.
Il commence sa saison sur terre battue par le Masters 1000 de Monte-Carlo où il s'incline dès le premier tour contre son compatriote Lucas Pouille. En double, Pierre-Hugues Herbert et lui bénéficient d'abord du forfait de Rafael Nadal et Fernando Verdasco, puis battent successivement Dominic Inglot/Andy Murray, et Juan Sebastián Cabal/Robert Farah. Qualifiés ainsi pour leur troisième finale consécutive en Masters 1000, ils la remportent face à Jamie Murray et Bruno Soares (4-6, 6-0, [10-6]). C'est la première fois depuis 1986 qu'une paire française remporte ce titre. Mahut monte à la troisième place mondiale en double, le meilleur classement de sa carrière dans la discipline, et le tandem qu'il forme avec Herbert prend la tête du classement de l'ATP Race. Deux semaines plus tard, il chute d'entrée de jeu au Masters 1000 de Madrid face à João Sousa en deux manches. En double, toujours au côté d'Herbert, il bénéficie du statut de tête de série no 1. Le duo est écarté en demi-finale par Jean-Julien Rojer et Horia Tecău (no 3) après avoir battu les frères Bryan (no 5). Il s'agit seulement de leur troisième défaite ensemble depuis le début de la saison. Cette nouvelle performance permet à Mahut de monter à la deuxième place du classement ATP de double. Au Masters 1000 de Rome, il bat Pablo Cuevas, 25e mondial et spécialiste de la terre battue, puis s'incline contre Thomaz Bellucci au deuxième tour. En double, il déclare forfait en raison d'une blessure au genou de Pierre-Hugues Herbert.
À Roland Garros, il bat pour son entrée en lice Ričardas Berankis mais s'incline au deuxième tour sur abandon contre Marcel Granollers. En double, Pierre-Hugues Herbert et lui battent Sam Groth et Bernard Tomic, puis Denis Kudla et Julio Peralta mais s'inclinent en huitième de finale contre Feliciano López et Marc López (67-7, 1-6), après avoir manqué deux balles de set dans le jeu décisif de la première manche. Malgré cette défaite, à l'issue du tournoi, Nicolas Mahut devient no 1 mondial en double, grâce à l'élimination en demi-finale des tenants du titre Ivan Dodig et Marcelo Melo et en finale des frères Bryan. Il succède ainsi 30 ans plus tard à Yannick Noah, dernier Français à avoir occupé cette place.

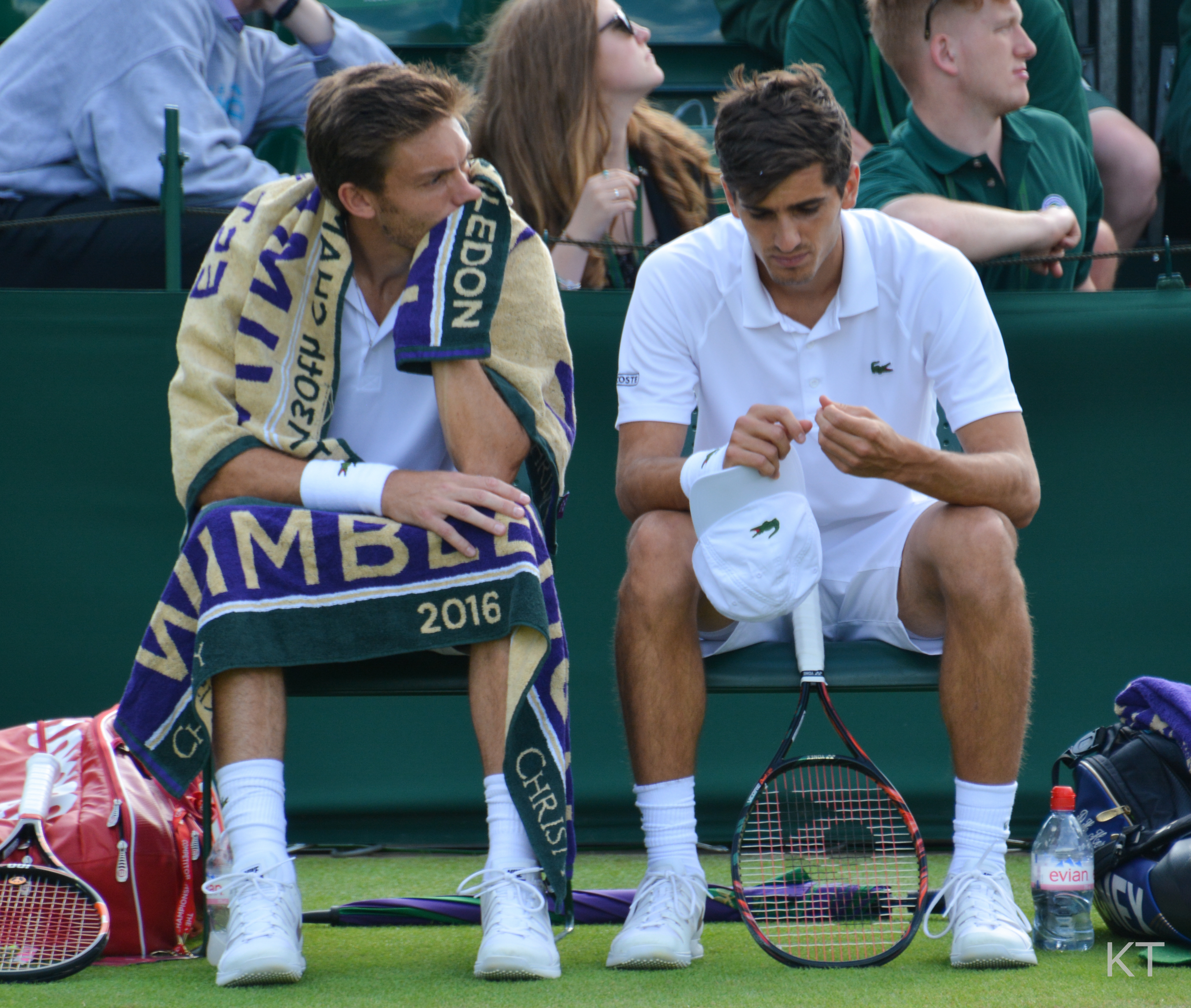
Nicolas Mahut et Pierre-Hugues Herbert lors du tournoi de double de Wimbledon.

Il entame sa saison sur gazon par le tournoi de Bois-le-Duc dont il est le tenant du titre. Il bat au premier tour Lukáš Lacko. Il s'agit alors de la première victoire en simple d'un n°1 mondial en double, depuis Jonas Björkman, en 2005. Aux tours suivants, il élimine successivement Paul-Henri Mathieu, Bernard Tomic (tête de série no 2) et Sam Querrey. En finale, il s'impose (6-4, 6-4) face au Luxembourgeois Gilles Müller. Il remporte ainsi son quatrième titre en simple, le troisième à Bois-le-Duc, égalant ainsi Patrick Rafter comme recordman de titres dans ce tournoi. En double, il ne remporte qu'un match et perd sa place de numéro un mondial au profit de Jamie Murray. La semaine suivante, il s'incline dès son entrée en lice au tournoi du Queen's contre Andy Murray en deux sets, après avoir eu 3 balles de set dans la seconde manche. En revanche, il conserve son titre en double au côté de Pierre-Hugues Herbert en battant en finale Chris Guccione et André Sá (6-3, 7-65). Présent à Wimbledon, il bat Brydan Klein puis écarte le 14e mondial David Ferrer (6-1, 6-4, 6-3), égalant sa meilleure performance établie dix ans auparavant. Au troisième tour, il s'impose contre son ami et partenaire Pierre-Hugues Herbert (7-65, 6-4, 3-6, 6-3) et se qualifie ainsi pour la première fois en huitième de finale d'un Grand Chelem. Il s'incline à ce stade contre Sam Querrey en 3 sets (4-6, 65-7, 4-6). Aligné également en double au côté d'Herbert, il atteint les demi-finales du tournoi, pour la seconde fois après 2014, en battant Henri Kontinen et John Peers, puis se qualifie pour la finale en éliminant Treat Conrad Huey et Max Mirnyi en 5 sets. Ils retrouvent alors leurs compatriotes Julien Benneteau et Édouard Roger-Vasselin dans la première finale 100% française d'un Majeur hors hexagone depuis le début de l'ère I'Open,. Herbert et Mahut s'imposent en trois sets (6-4, 7-61, 6-3) et 2 h 07 de jeu, succédant ainsi à Arnaud Clément et Michaël Llodra, derniers Français à avoir remporté le tournoi en 2007. À l'issue de cette victoire, Nicolas Mahut retrouve la première place mondiale de la discipline,.

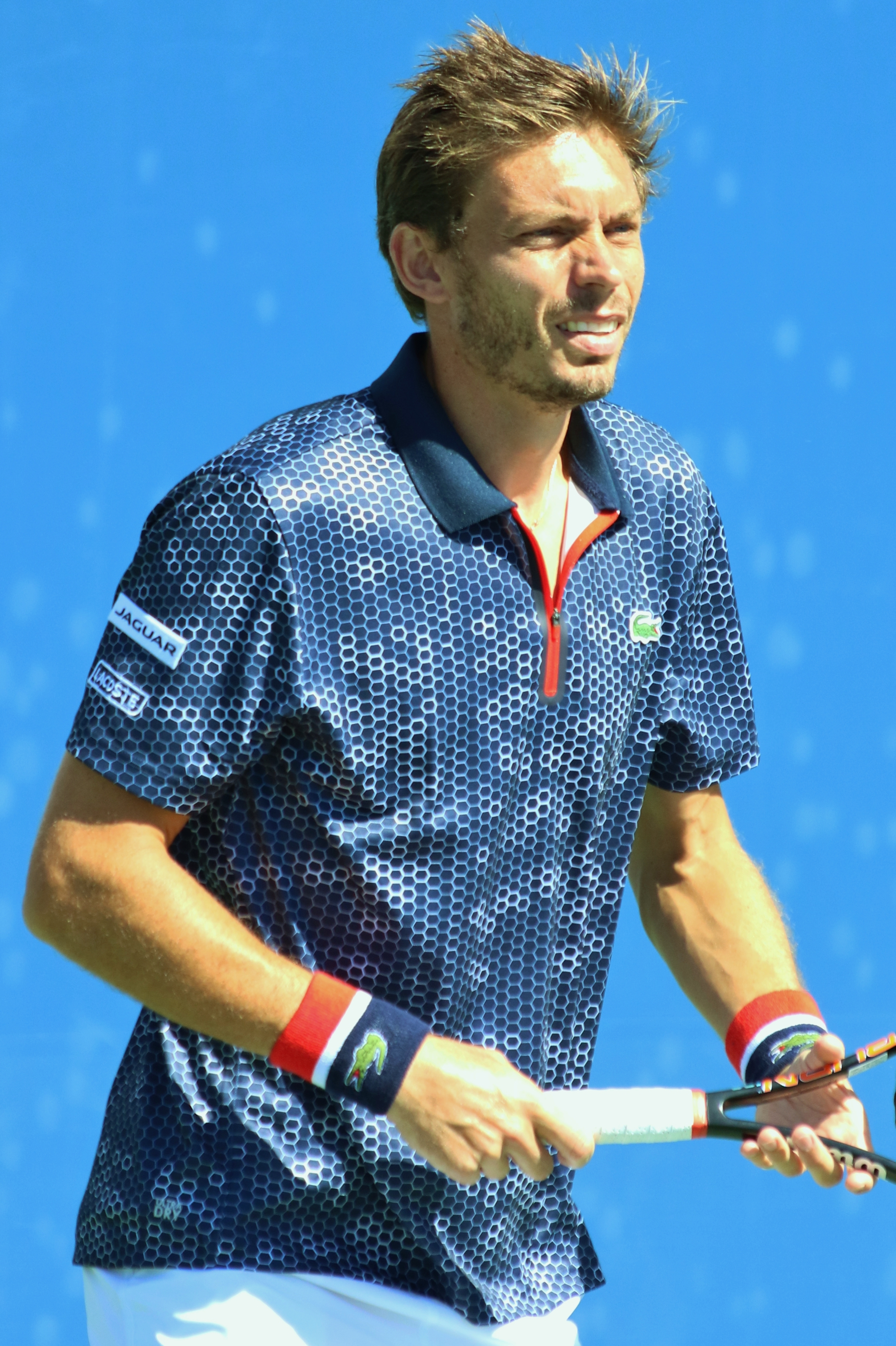
Nicolas Mahut à l'US Open.

Il est appelé par Yannick Noah pour disputer le quart de finale de Coupe Davis contre la République tchèque. Il s'agit de sa troisième sélection en équipe de France. Il remporte le double au côté d'Herbert face à Lukáš Rosol et Radek Štěpánek, permettant à la France de mener 2 à 1 et participant ainsi à la qualification du groupe pour les demi-finales. Trois semaines plus tard, il représente pour la première fois de sa carrière les couleurs de la France aux Jeux olympiques de Rio en double au côté de Pierre-Hugues Herbert. Malgré leur statut de favoris pour le titre en tant que têtes de série no 1, les deux Français s'inclinent dès le premier tour face aux Colombiens Juan Sebastián Cabal et Robert Farah (64-7, 3-6), après avoir manqué 4 balles de débreak à 5-3 dans le deuxième set. Également tête de série no 1 en double mixte au côté de Caroline Garcia, il s'incline là aussi dès le premier tour, contre les Brésiliens Teliana Pereira et Marcelo Melo (64-7, 61-7). Au Masters 1000 de Cincinnati, il réalise une bonne performance en simple au premier tour en écartant Roberto Bautista-Agut, 17e mondial, puis chute dans la même journée contre Yuichi Sugita. En double, il perd en quart de finale contre Daniel Nestor et Vasek Pospisil. À Flushing Meadows, il profite d'abord de l'abandon de Philipp Kohlschreiber, 26e mondial, puis écarte ensuite facilement son ami Paul-Henri Mathieu et rejoint le troisième tour de l'US Open pour la première fois de sa carrière en onze participations. Il s'y incline face à Kei Nishikori, 7e mondial, (6-4, 1-6, 2-6, 2-6). En double, Pierre-Hugues Herbert et lui éliminent notamment Robert Lindstedt et Aisam-Ul-Haq Qureshi mais ne parviennent pas à conserver leur titre, perdant en demi-finale face aux têtes de série no 4, Jamie Murray et Bruno Soares.
Il est convoqué par Yannick Noah pour la deuxième fois consécutive, pour disputer la demi-finale de Coupe Davis contre la Croatie. Malheureusement, Pierre-Hugues Herbert et lui s'inclinent à l'issue du double contre Marin Čilić et Ivan Dodig (66-7, 7-5, 66-7, 3-6). À Metz, il perd en quart de finale face à David Goffin en 3 sets (3-6, 7-66, 4-6). Il fait l'impasse sur la tournée asiatique et revient sur le circuit lors du tournoi d'Anvers, où il s'incline dès le premier tour en simple. Il atteint en revanche la finale en double avec Pierre-Hugues Herbert, s'inclinant face à Daniel Nestor et Édouard Roger-Vasselin. Il perd à nouveau au premier tour en simple la semaine suivante à Bâle, mais atteint les demi-finales en double avec Roger-Vasselin. Il participe ensuite au dernier Masters 1000 de l'année à Paris-Bercy, où il élimine tout d'abord Martin Kližan, 35e mondial, avant de perdre contre David Goffin. En double, il s'incline en finale au côté d'Herbert contre Henri Kontinen et John Peers. Il conclut sa saison par une deuxième participation en double au Masters de Londres au côté de Pierre-Hugues Herbert. Ils sont éliminés dès la phase de poules, en s'inclinant tour à tour contre Raven Klaasen et Rajeev Ram, Feliciano López et Marc López, et Henri Kontinen et John Peers.
Nicolas Mahut et Pierre-Hugues Herbert finissent deuxième meilleure équipe de l'année, derrière Jamie Murray et Bruno Soares. Individuellement, il conserve sa place de no 1 mondial au classement général, ce qui fait de lui le premier Français à terminer une saison en tête d'un classement ATP, toutes disciplines confondues. En simple, il termine l'année dans le top 50 pour la troisième fois de sa carrière, réalisant sa meilleure saison avec une 39e place mondiale (contre la 45e en 2007 et la 50e en 2013). Sur l'ensemble de l'année, il obtient les meilleures statistiques des joueurs du top 50 en termes de balles de break converties (46,1%).

### 2017: victoire en Coupe Davis et 3 titres en double en Masters 1000
Nicolas Mahut commence sa saison par le tournoi de Brisbane où il s'incline dès son deuxième match, en simple comme en double. En simple, il s'incline ensuite au deuxième tour à Sydney et au premier à l'Open d'Australie. À Melbourne, Pierre-Hugues Herbert et lui sont défaits en quart de finale par les Australiens Marc Polmans et Andrew Whittington, respectivement 251e et 311e mondial dans la discipline. Quelques jours plus tard, il est sélectionné par Yannick Noah pour disputer le premier tour de Coupe Davis contre le Japon. Aligné en double au côté de Pierre-Hugues Herbert, il qualifie l'équipe de France pour les quarts de finale en battant Yuichi Sugita et Yasutaka Uchiyama.
Défait au premier tour en simple à Rotterdam, il perd son titre en double en s'inclinant, au côté de Pierre-Hugues Herbert, en demi-finale face à Ivan Dodig et Marcel Granollers. Il réalise sa première performance de la saison à Marseille, où il bat d'entrée Alexander Zverev, 18e mondial, avant de s'incliner face au Slovaque Norbert Gombos (5-7, 6-3, 65-7). En double, il s'associe à Julien Benneteau, avec qui il remporte le tournoi en battant en finale Robin Haase et Dominic Inglot (6-4, 69-7, [10-5]).
Il perd au premier tour du Masters 1000 d'Indian Wells contre Malek Jaziri, après avoir souffert tout au long de la rencontre de maux de tête et d'un saignement nasal. Il défend également son titre en double avec Pierre-Hugues Herbert mais ils sont battus dès les huitièmes de finale par Novak Djokovic et Viktor Troicki (7-5, 1-6, [9-11]), dans un match où ils se sont procuré une balle de match dans le super tie-break. À l'occasion du 42e Masters 1000 de sa carrière, à Miami, Nicolas Mahut atteint pour la première fois de sa carrière les huitièmes de finale d'un tournoi de cette catégorie, s'inclinant à ce stade contre Rafael Nadal (4-6, 64-7). En double, son partenaire déclarant forfait en huitième de finale, il perd son titre et son statut de no 1 mondial de la discipline.
Il est sélectionné par Yannick Noah pour disputer le quart de finale de Coupe Davis contre la Grande-Bretagne. Julien Benneteau et lui apportent le troisième point décisif en battant Dominic Inglot et Jamie Murray (7-67, 5-7, 7-5, 7-5). Ils qualifient ainsi la France pour les demi-finales. Présent à Monte-Carlo, il chute dès le premier tour en simple contre Karen Khachanov. Il défend son titre en double au côté de Pierre-Hugues Herbert mais ils s'inclinent en demi-finale face à Feliciano López et Marc López (1-6, 64-7). Deux semaines plus tard, à l'occasion du Masters 1000 de Madrid, il fait sensation dès le premier tour en écartant en 3 sets Jack Sock, 15e mondial, avant de s'incliner devant Pablo Cuevas. En double, il est battu en finale au côté d'Édouard Roger-Vasselin contre Łukasz Kubot et Marcelo Melo (5-7, 3-6). À Rome, il est évincé d'entrée par son compatriote Benoît Paire. En revanche, il remporte l'épreuve du double au côté de Pierre-Hugues Herbert en battant en finale Ivan Dodig et Marcel Granollers (4-6, 6-4, [10-3]). Il s'agit de leur premier titre de la saison ensemble, leur quatrième Masters 1000. Il clôt sa saison sur terre à Roland-Garros par deux défaites au premier tour, d'abord en simple contre Simone Bolelli (4-6, 2-6, 2-6), puis en double, avec Pierre-Hugues Herbert, contre Nick Kyrgios et Jordan Thompson (68-7, 6-4, 3-6).

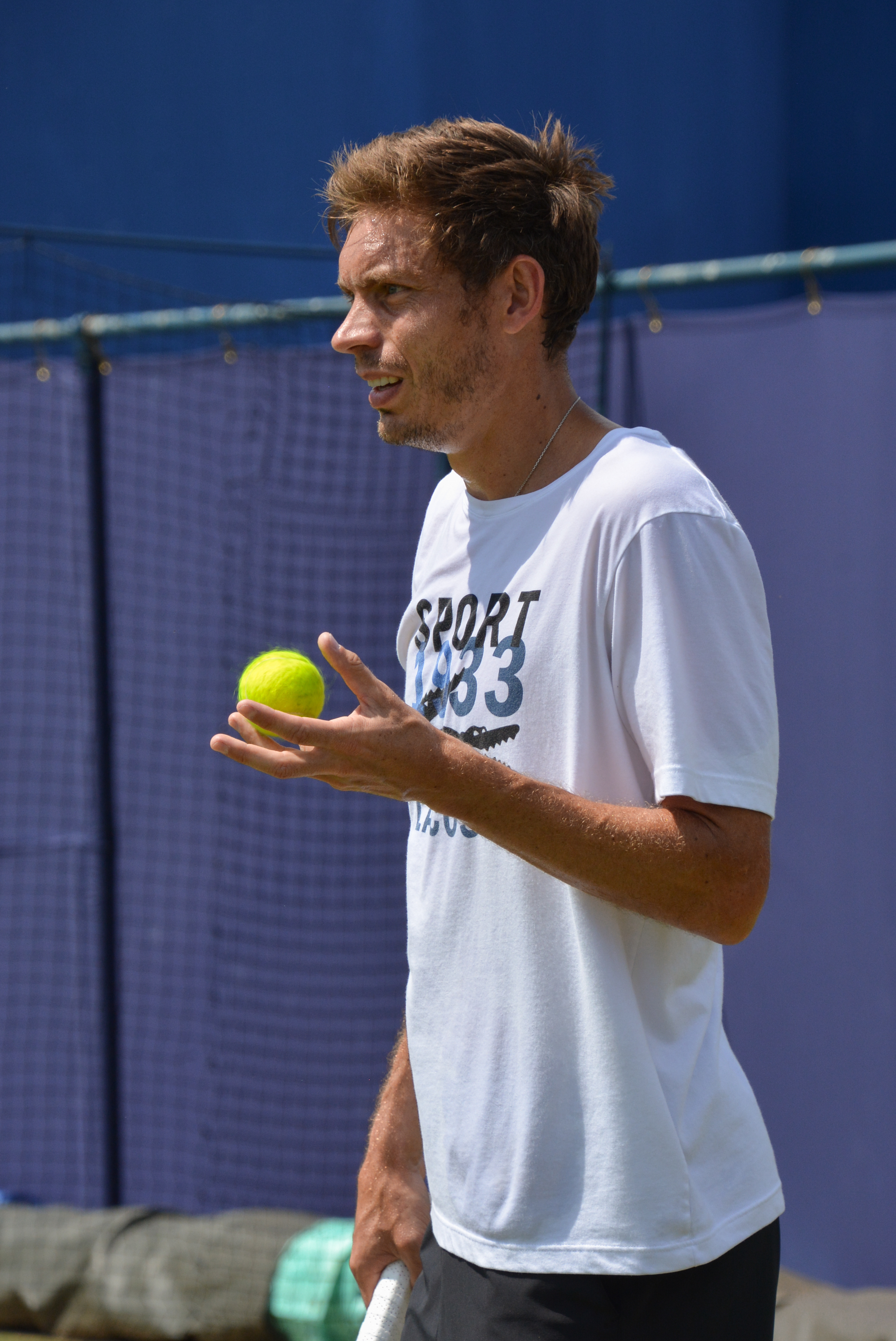
Lors du tournoi du Queen's.

Contrairement à ses habitudes, il connait ensuite une très mauvaise saison sur gazon, qu'il débute par le tournoi de Bois-le-Duc. Double tenant du titre, il s'incline dès le deuxième tour contre Julien Benneteau (6-3, 2-6, 2-6) et redescend à la 82e place mondiale. Il enchaîne avec le tournoi du Queen's, dont il est également le double tenant du titre en double. Malheureusement, son partenaire étant incommodé par des spasmes au niveau du dos, ils doivent abandonner dès le premier tour. C'est la première fois depuis le début de leur collaboration que Pierre-Hugues Herbert et lui enchaînent deux défaites consécutives au premier tour, après leur déroute à Roland-Garros trois semaines auparavant. Nicolas Mahut chute également d'entrée en simple contre Daniil Medvedev (7-63, 4-6, 4-6), puis à Eastbourne contre Robin Haase (4-6, 64-7). À Wimbledon, il perd à nouveau dès son entrée en lice contre Mikhail Youzhny (2-6, 5-7, 4-6). Tenant du titre en double, Pierre-Hugues Herbert et lui subissent une nouvelle défaite marquante au deuxième tour face à Jay Clarke et Marcus Willis, respectivement 882e et 702e mondiaux dans la discipline, (6-3, 1-6, 63-7, 7-5, 3-6).
Il entame sa saison américaine estivale par le tournoi de Washington où il s'incline au deuxième tour contre Milos Raonic. Il enchaîne par le Masters 1000 de Montréal. Défait au dernier tour des qualifications en simple, il remporte l'épreuve du double au côté de Pierre-Hugues Herbert en écartant en finale Rohan Bopanna et Ivan Dodig (6-4, 3-6, [10-6]). La semaine suivante, les deux hommes enchaînent avec un nouveau titre au Masters 1000 de Cincinnati, battant en finale Jamie Murray et Bruno Soares (7-66, 6-4) et remportant ainsi leur troisième titre de la saison dans cette catégorie. Avec 10 titres à leur actif, le duo Herbert-Mahut devient ainsi la paire française la plus titrée, battant le précédent record (9) de Guy Forget et Yannick Noah. Nicolas Mahut s'adjuge, quant à lui, son 20e trophée ATP dans la discipline. Il clôt sa tournée américaine par l'US Open où il sort des qualifications. Il s'impose ensuite au premier tour en 5 sets et plus de 3 heures de jeu face au Hongrois Márton Fucsovics, puis parvient à sortir la tête de série no 20, Albert Ramos-Viñolas (24e mondial), de nouveau en 5 manches, déclarant ensuite qu'il s'agit de la victoire « dont [il est] le plus fier en Grand Chelem ». Son parcours s'arrête au troisième tour contre Pablo Carreño-Busta (3-6, 4-6, 3-6). En double, Pierre-Hugues Herbert et lui, qui ont une demi-finale à défendre, tombent d'entrée contre les Néerlandais Robin Haase et Matwé Middelkoop (3-6, 4-6).
Il dispute ensuite la demi-finale de Coupe Davis contre la Serbie, participant à la victoire française en remportant le double avec Pierre-Hugues Herbert face à Filip Krajinović et Nenad Zimonjić (6-1, 6-2, 7-63). Il enchaîne quelques jours plus tard avec le tournoi de Metz où il s'incline au deuxième tour en simple contre Kenny de Schepper (181e). Il fait l'impasse sur la tournée asiatique et fait à son retour à Bâle où il fait une brève apparition. Il fait sensation au Masters 1000 de Paris-Bercy où il atteint pour la première fois de sa carrière les huitièmes de finale après avoir notamment battu Pablo Carreño Busta (11e mondial). Blessé au mollet, il s'incline à ce stade contre Filip Krajinović (2-6, 6-3, 1-6). En double, Pierre-Hugues Herbert et lui, finalistes sortants, sont éliminés en quart de finale par Jamie Murray et Bruno Soares (4-6, 6-3, [10-12]), malgré 2 balles de match dans le super tie-break. Présents pour la troisième année consécutive au Masters de Londres, Pierre-Hugues Herbert et lui sont à nouveau éliminés en phase de poules, son partenaire s'étant blessé au dos avant leur dernière rencontre, alors qu'ils avaient encore l'occasion de se qualifier pour la première fois en demi-finale du tournoi grâce à leur victoire dans leur premier match.
Il clôt sa saison par la préparation de la finale de Coupe Davis contre la Belgique. Appelé parmi un groupe de six joueurs pré-sélectionnés, il n'est toutefois pas retenu parmi les titulaires, écarté contre toute attente par Yannick Noah, qui décide d'aligner Richard Gasquet et Pierre-Hugues Herbert pour le double. Après la victoire de Lucas Pouille lors du cinquième match décisif, la France remporte le trophée pour la dixième fois de son histoire et Nicolas Mahut est couronné pour la première fois de sa carrière en Coupe Davis, étant considéré parmi les lauréats en ayant participé aux tours précédents,.

### 2018: titre en double à Roland-Garros et finales du Masters et de la Coupe Davis
Ayant fini l'année à la 103e place mondiale en simple, Nicolas Mahut ne dispose pas d'un classement lui permettant d'intégrer directement le tableau principal des tournois. Il doit ainsi passer par les qualifications des tournois de Sydney et de l'Open d'Australie, s'inclinant à chaque fois à ce stade. Associé à Pierre-Hugues Herbert en double à Melbourne, il chute dès le deuxième tour contre Hans Podlipnik-Castillo et Andrei Vasilevski alors que le duo français menait 5-1 dans le tie-break du dernier set et s'était procuré une balle de match.
Il est ensuite sélectionné par Yannick Noah pour disputer le premier tour de la Coupe Davis contre les Pays-Bas. Il remporte le point du double avec Pierre-Hugues Herbert en battant la paire Robin Haase / Jean-Julien Rojer (7-66, 6-3, 63-7, 7-62). Il participe ensuite au tournoi de Montpellier où il bénéficie de l'abandon de Dustin Brown, blessé au dos, alors que celui-ci menait 7-62, 5-2 et était à 3 points du match. Il s'incline face à Jo-Wilfried Tsonga au deuxième tour à l'issue d'un match disputé en 2 h 24 et trois tie-breaks. La semaine suivante, il est repêché des qualifications du tournoi de Rotterdam à la suite du forfait de Benoît Paire mais est sèchement battu par David Goffin au premier tour. Également engagé en double avec Pierre-Hugues Herbert, il remporte le tournoi en battant en finale Oliver Marach et Mate Pavić (2-6, 6-2, 10-7) et s'adjuge le vingt-et-unième titre de sa carrière dans la discipline. Les Français sont les premiers de l'année à battre cette équipe, qui était jusqu'alors invaincue depuis le début de la saison avec 3 titres et 16 victoires consécutives à leur actif. Présent ensuite à Marseille, il bat notamment Roberto Bautista-Agut (22e) avant de s'incliner en quart de finale face à Ilya Ivashka (193e). En double, Julien Benneteau et lui, tenants du titre, perdent en demi-finale face à Raven Klaasen et Rajeev Ram.
À Indian Wells, il sort des qualifications mais s'incline en simple dès le premier tour contre Yuki Bhambri (110e). Associé à Pierre-Hugues Herbert en double, il perd en huitième de finale contre Pablo Cuevas et Horacio Zeballos. Absent du Masters 1000 de Miami, il est ensuite sélectionné par Yannick Noah pour disputer le quart de finale de Coupe Davis contre l'Italie, où il remporte le point du double au côté de Pierre-Hugues Herbert en dominant Simone Bolelli et Fabio Fognini en trois sets, contribuant à la qualification de l'équipe de France en demi-finale.
Obtenant une invitation pour Roland-Garros, il perd en quatre sets au premier tour contre Juan Martín del Potro. En revanche, au côté de Pierre-Hugues Herbert, il atteint pour la deuxième fois de sa carrière la finale du tournoi en double, en écartant notamment Nikola Mektić et Alexander Peya en demi-finale. Les deux hommes s'imposent ensuite contre Mate Pavić et Oliver Marach (6-2 7-64), remportant ainsi leur premier Roland-Garros et leur troisième titre du Grand Chelem. Ils deviennent la troisième paire masculine française à s'imposer aux Internationaux de France depuis le début de l'ère Open, après Leconte-Noah (1984) et Benneteau-Roger-Vasselin (2014).
Sa saison sur gazon commence par deux défaites prématurées au Queen's : dès le premier tour des qualifications en simple contre John Millman et au premier tour en double contre Nick Kyrgios et Lleyton Hewitt. Il échoue ensuite au deuxième tour des qualifications de Wimbledon contre Cristian Garín, et est donc absent du tableau final de ce tournoi pour la première fois depuis 2005.
À l'US Open, il perd au troisième tour des qualifications contre Tommy Robredo mais il est repêché après le forfait de Jiří Veselý et passe finalement le premier tour face à son jeune compatriote Corentin Moutet. En septembre, il est appelé par Yannick Noah pour jouer la demi-finale de Coupe Davis contre l'Espagne. Avec Julien Benneteau, il y remporte le double qui qualifie alors la France pour la finale, puis il s'incline en simple dans un match sans enjeu. Fin septembre, il remporte pour la quatrième fois de sa carrière le titre en double à Metz, avec Édouard Roger-Vasselin comme partenaire.
Qualifiés pour la quatrième fois pour le Masters de double, Mahut et Herbert perdent leur premier match de poule mais remportent les deux suivants, atteignant ainsi pour la première fois les demi-finales, puis la finale, où ils s'inclinent dans un match serré contre Mike Bryan et Jack Sock. Sélectionnés pour le double de la finale de Coupe Davis, Mahut et Herbert y remportent le seul point français, la France s'inclinant 3-1 contre la Croatie.

### 2019: Grand Chelem en carrière avec le titre à l'Open d'Australie et victoire au Masters
Nicolas Mahut échoue à se qualifier en simple pour l'Open d'Australie. En revanche, alignés en double pour la première fois depuis la finale perdue de Coupe Davis, Pierre-Hugues Herbert et lui enchaînent les victoires, éliminant notamment Bob et Mike Bryan en quart de finale. En finale, ils s'imposent face à Henri Kontinen et John Peers, remportant ainsi leur quatrième tournoi du Grand Chelem ensemble. Ils deviennent les vingt-troisième et vingt-quatrième joueurs à réaliser le Grand Chelem en carrière en double messieurs, et les premiers Français à le faire. En matière de performances par paire (certains joueurs ayant remporté les quatre tournois avec des partenaires différents), ils sont les huitièmes à réaliser cette performance et seulement le troisième duo depuis le début de l'ère Open. Après cette victoire, Mahut revient à la 3e place mondiale au classement de double, alors qu'il continue de chuter en simple (196e).
Durant les mois suivants, il enchaîne les contre-performances. En février, il se qualifie à Montpellier mais échoue au premier tour face à Filip Krajinović, et il s'incline également dès son premier match en double. Il s'aligne ensuite dans quatre tournois Challenger : à Cherbourg, où il est battu en quart-de-finale contre l'Allemand Mats Moraing, à Lille, où il s'incline dès le premier tour contre le Russe Alexay Vatunin, à Saint-Brieuc, où il est défait par son compatriote Maxime Janvier en quart-de-finale, et à Bordeaux, où il est éliminé dès le premier tour contre le Serbe Viktor Troicki. En parallèle, ses résultats en double ne sont pas meilleurs, ne parvenant pas à enchaîner deux victoires dans tous les tournois auxquels il participe.
Il se présente ainsi avec un bilan décevant à Roland-Garros, où il obtient un wild-card en simple. Pourtant, à la surprise générale, il remporte son match de premier tour contre Marco Cecchinato, tête de série no 16 et demi-finaliste l'année précédente, alors que le Français était mené deux sets à zéro. Au deuxième tour, il élimine en trois sets Philipp Kohlschreiber, se qualifiant donc pour le troisième tour de Roland-Garros pour la troisième fois de sa carrière. Il s'incline ensuite en quatre sets contre Leonardo Mayer après avoir remporté la première manche. En double, alors que son partenaire habituel a décidé de se concentrer sur le simple, Nicolas Mahut s'associe à l'Autrichien Jürgen Melzer, avec qui il ne passe qu'un tour contre les Italiens Marco Cecchinato et Andreas Seppi avant de perdre contre les Allemands Kevin Krawietz et Andreas Mies, futurs vainqueurs du tournoi.
Il vit ensuite une saison sur herbe contrastée. Il commence par une défaite d'entrée en qualifications à Bois-le-Duc face à Alejandro Davidovich Fokina, mais la semaine suivante, il se qualifie au Queen's en écartant Nicolás Jarry puis Alejandro Davidovich Fokina. Il enchaîne les bonnes performances, avec des victoires dans le tableau principal contre Frances Tiafoe, 36e mondial, puis Stanislas Wawrinka, 19e. Il perd à nouveau au premier tour des qualifications à Wimbledon, contre John-Patrick Smith. En revanche, en double, il atteint la finale au côté d'Édouard Roger-Vasselin en écartant notamment Bob et Mike Bryan en huitième de finale, et Łukasz Kubot et Marcelo Melo en quart. Les deux Français s'inclinent en finale contre les Colombiens Juan Sebastián Cabal et Robert Farah au terme d'un match très serré qui dure 4 h 57 (6-7, 7-6, 7-6, 6-7, 6-3). Au cours de la finale, Nicolas Mahut reçoit une balle au visage vers la fin du premier set, après un smash après rebond au visage, puis deux autres coups au corps lors du dernier set.
En double, il entame la tournée américaine toujours avec Édouard Roger-Vasselin en perdant au premier tour du Masters 1000 du Canada. Il retrouve Pierre-Hugues Herbert à Cincinnati où ils vont jusqu'en huitièmes de finale, perdant face à la paire Jaime Murray-Neal Skupski. À l'US Open, ils perdent dès le premier tour face à Rohan Bopanna et Denis Shapovalov.
Nicolas Mahut continue sa saison en double avec Édouard Roger-Vasselin. Ils atteignent la finale au tournoi de Moselle, remportent celui de Tokyo et atteignent les demi-finales au Masters 1000 de Shanghai.
De retour avec Pierre-Hugues Herbert, il atteint à nouveau les demi-finales au tournoi de Vienne.
Il gagne ensuite son septième Masters 1000 au tournoi de Paris-Bercy, en battant en finale Karen Khachanov et Andrey Rublev sans perdre un set.
Avec son compère Herbert, il termine l'année en remportant le Masters sans perdre le moindre set, avec notamment des victoires marquantes sur les deux équipes de double numéros 1 et 2 mondiales du moment.

### 2020: nouveaux titres en double
Durant cette saison perturbée par la pandémie de Covid-19, il remporte trois nouveaux titres ATP en double.
En février, avant l'arrêt des compétitions, il s'impose ainsi successivement aux tournois de  Rotterdam avec Pierre-Hugues Herbert et à Marseille avec Vasek Pospisil.
En octobre, après la reprise du circuit, il remporte un nouveau titre à Cologne avec Pierre-Hugues Herbert, lui permettant d'atteindre le nombre de 31 tournois ATP gagnés en double.

### 2021: victoire à Roland-Garros et au Masters
Sélectionné dans l'équipe nationale pour l'ATP Cup, il remporte ses trois matchs (deux en double, un en simple) mais la France est éliminée en phase de poules.
En mars 2021, Nicolas Mahut devient directeur du tournoi WTA d'Angers et demande à Pauline Parmentier d'en être l'ambassadrice.
Avec Pierre-Hugues Herbert, il atteint une nouvelle finale, à l'occasion du tournoi de Lyon. Le duo y est tête de série no 1 mais finit par s'incliner en 3 sets serrés contre l'équipe de double Hugo Nys et Tim Pütz.
Toujours avec Herbert, il atteint la finale du double à Roland-Garros, pour la troisième fois de sa carrière, après leur victoire contre les Colombiens Robert Farah et Juan Sebastián Cabal (têtes de série no 2) en 3 sets en demi-finale, sauvant à cette occasion trois balles de match. Ils remportent ensuite la finale en 3 sets contre les Kazakhs Andrey Golubev et Alexander Bublik. La paire Mahut - Herbert remporte dans la foulée le tournoi du Queen's.
Avec Fabrice Martin, il gagne le Tournoi de tennis d'Anvers en octobre, puis il atteint le mois suivant la finale du Masters 1000 de Paris-Bercy avec Pierre-Hugues Herbert.
Au côté de Herbert, il termine l'année par un deuxième titre au Masters de tennis masculin.

### 2022
En février, il remporte l'Open de Montpellier avec Herbert, dix ans après son titre dans ce tournoi au côté de Roger-Vasselin.
En octobre, sur le circuit Challenger, il remporte l'Open d'Orléans avec Édouard Roger-Vasselin.

## Palmarès

### En simple

#### Titres (4)
| 4 titres en simple | 0 G. Chelem | 0 G. Chelem | 0 G. Chelem | 0 G. Chelem | 0 Masters | 0 Masters | 0 Masters   | 0 Masters   | 0 Masters 1000 | 0 Masters 1000 | 0 Masters 1000 | 0 Masters 1000 | 0 ATP 500          | 0 ATP 500          | 0 ATP 500          | 0 ATP 500          | 4 ATP 250          | 4 ATP 250          | 4 ATP 250      | 4 ATP 250      | 0 JO           | 0 JO           | 0 JO           | 0 JO           |
| 4 titres en simple | 0 sur dur   | 0 sur dur   | 0 sur dur   | 0 sur dur   | 0 sur dur | 0 sur dur | 4 sur gazon | 4 sur gazon | 4 sur gazon    | 4 sur gazon    | 4 sur gazon    | 4 sur gazon    | 0 sur terre battue | 0 sur terre battue | 0 sur terre battue | 0 sur terre battue | 0 sur terre battue | 0 sur terre battue | 0 sur moquette | 0 sur moquette | 0 sur moquette | 0 sur moquette | 0 sur moquette | 0 sur moquette |

| No | Date       | Nom et lieu du tournoi                                | Catégorie | Dotation  | Surface      | Finaliste          | Score         |          |
| -- | ---------- | ----------------------------------------------------- | --------- | --------- | ------------ | ------------------ | ------------- | -------- |
| 1  | 17-06-2013 | Topshelf Open, Bois-le-Duc                            | ATP 250   | 410 200 € | Gazon (ext.) | Stanislas Wawrinka | 6-3, 6-4      | Parcours |
| 2  | 08-07-2013 | Campbell’s Hall of Fame Tennis Championships, Newport | ATP 250   | 455 775 $ | Gazon (ext.) | Lleyton Hewitt     | 5-7, 7-5, 6-3 | Parcours |
| 3  | 08-06-2015 | Topshelf Open, Bois-le-Duc                            | ATP 250   | 537 050 € | Gazon (ext.) | David Goffin       | 7-61, 6-1     | Parcours |
| 4  | 06-06-2016 | Ricoh Open, Bois-le-Duc                               | ATP 250   | 566 525 € | Gazon (ext.) | Gilles Müller      | 6-4, 6-4      | Parcours |

#### Finales (2)
| No | Date       | Nom et lieu du tournoi                                | Catégorie   | Dotation  | Surface      | Vainqueur       | Score           |          |
| -- | ---------- | ----------------------------------------------------- | ----------- | --------- | ------------ | --------------- | --------------- | -------- |
| 1  | 11-06-2007 | The Artois Championships, Londres                     | Int' Series | 775 000 $ | Gazon (ext.) | Andy Roddick    | 4-6, 7-67, 7-62 | Parcours |
| 2  | 09-07-2007 | Campbell’s Hall of Fame Tennis Championships, Newport | Int' Series | 391 000 $ | Gazon (ext.) | Fabrice Santoro | 6-4, 6-4        | Parcours |

### En double

#### Titres (37)
| 37 titres en double | 5 G. Chelem | 5 G. Chelem | 5 G. Chelem | 5 G. Chelem | 2 Masters  | 2 Masters  | 2 Masters   | 2 Masters   | 7 Masters 1000 | 7 Masters 1000 | 7 Masters 1000 | 7 Masters 1000 | 8 ATP 500          | 8 ATP 500          | 8 ATP 500          | 8 ATP 500          | 15 ATP 250         | 15 ATP 250         | 15 ATP 250     | 15 ATP 250     | 0 JO           | 0 JO           | 0 JO           | 0 JO           |
| 37 titres en double | 28 sur dur  | 28 sur dur  | 28 sur dur  | 28 sur dur  | 28 sur dur | 28 sur dur | 5 sur gazon | 5 sur gazon | 5 sur gazon    | 5 sur gazon    | 5 sur gazon    | 5 sur gazon    | 4 sur terre battue | 4 sur terre battue | 4 sur terre battue | 4 sur terre battue | 4 sur terre battue | 4 sur terre battue | 0 sur moquette | 0 sur moquette | 0 sur moquette | 0 sur moquette | 0 sur moquette | 0 sur moquette |

| No | Date       | Nom et lieu du tournoi                               | Catégorie    | Dotation     | Surface      | Partenaire             | Finalistes                              | Score              |          |
| -- | ---------- | ---------------------------------------------------- | ------------ | ------------ | ------------ | ---------------------- | --------------------------------------- | ------------------ | -------- |
| 1  | 29-09-2003 | Open de Moselle Metz                                 | Int' Series  | 355 000 $    | Dur (ext.)   | Julien Benneteau       | Michaël Llodra Fabrice Santoro          | 7-62, 6-3          | Parcours |
| 2  | 11-10-2004 | Open de Moselle Metz                                 | Int' Series  | 355 000 $    | Dur (int.)   | Arnaud Clément         | Ivan Ljubičić Uros Vico                 | 6-2, 7-68          | Parcours |
| 3  | 26-10-2009 | Grand Prix de tennis de Lyon Lyon                    | ATP 250      | 575 250 €    | Dur (ext.)   | Julien Benneteau       | Arnaud Clément Sébastien Grosjean       | 6-4, 7-66          | Parcours |
| 4  | 30-01-2012 | Open Sud de France Montpellier                       | ATP 250      | 398 250 €    | Dur (int.)   | Édouard Roger-Vasselin | Paul Hanley Jamie Murray                | 6-4, 7-64          | Parcours |
| 5  | 20-02-2012 | Open 13 Marseille                                    | ATP 250      | 512 750 €    | Dur (int.)   | Édouard Roger-Vasselin | Dustin Brown Jo-Wilfried Tsonga         | 3-6, 6-3, [10-8]   | Parcours |
| 6  | 17-09-2012 | Moselle Open Metz                                    | ATP 250      | 398 250 €    | Dur (int.)   | Édouard Roger-Vasselin | Johan Brunström Frederik Nielsen        | 7-63, 6-4          | Parcours |
| 7  | 08-07-2013 | Campbell’s Hall of Fame Tennis Championships Newport | ATP 250      | 455 775 $    | Gazon (ext.) | Édouard Roger-Vasselin | Rhyne Williams Tim Smyczek              | 64-7, 6-2, [10-5]  | Parcours |
| 8  | 10-02-2014 | ABN AMRO World Tennis Tournament Rotterdam           | ATP 500      | 1 369 305 €  | Dur (int.)   | Michaël Llodra         | Jean-Julien Rojer Horia Tecău           | 6-2, 7-64          | Parcours |
| 9  | 15-06-2015 | AEGON Championships Londres                          | ATP 500      | 1 574 640 €  | Gazon (ext.) | Pierre-Hugues Herbert  | Marcin Matkowski Nenad Zimonjić         | 6-2, 6-2           | Parcours |
| 10 | 31-08-2015 | US Open Flushing Meadows                             | G. Chelem    | 19 852 700 $ | Dur (ext.)   | Pierre-Hugues Herbert  | Jamie Murray John Peers                 | 6-4, 6-4           | Parcours |
| 11 | 08-02-2016 | ABN AMRO World Tennis Tournament Rotterdam           | ATP 500      | 1 597 155 €  | Dur (int.)   | Vasek Pospisil         | Philipp Petzschner Alexander Peya       | 7-62, 6-4          | Parcours |
| 12 | 10-03-2016 | BNP Paribas Open Indian Wells                        | Masters 1000 | 1 862 925 $  | Dur (ext.)   | Pierre-Hugues Herbert  | Vasek Pospisil Jack Sock                | 6-3, 7-65          | Parcours |
| 13 | 23-03-2016 | Miami Open presented by Itaú Miami                   | Masters 1000 | 6 134 605 $  | Dur (ext.)   | Pierre-Hugues Herbert  | Raven Klaasen Rajeev Ram                | 5-7, 6-1, [10-7]   | Parcours |
| 14 | 10-04-2016 | Monte Carlo Rolex Masters Monte-Carlo                | Masters 1000 | 3 748 925 €  | Terre (ext.) | Pierre-Hugues Herbert  | Jamie Murray Bruno Soares               | 4-6, 6-0, [10-6]   | Parcours |
| 15 | 13-06-2016 | Aegon Championships Londres                          | ATP 500      | 1 802 945 €  | Gazon (ext.) | Pierre-Hugues Herbert  | Chris Guccione André Sá                 | 6-3, 7-65          | Parcours |
| 16 | 27-06-2016 | The Championships Wimbledon                          | G. Chelem    | 13 163 000 £ | Gazon (ext.) | Pierre-Hugues Herbert  | Julien Benneteau Édouard Roger-Vasselin | 6-4, 7-61, 6-3     | Parcours |
| 17 | 20-02-2017 | Open 13 Provence Marseille                           | ATP 250      | 620 660 €    | Dur (int.)   | Julien Benneteau       | Robin Haase Dominic Inglot              | 6-4, 69-7, [10-5]  | Parcours |
| 18 | 15-05-2017 | Internazionali BNL d'Italia Rome                     | Masters 1000 | 4 273 775 €  | Terre (ext.) | Pierre-Hugues Herbert  | Ivan Dodig Marcel Granollers            | 4-6, 6-4, [10-3]   | Parcours |
| 19 | 07-08-2017 | Coupe Rogers présentée par Banque Nationale Montréal | Masters 1000 | 4 662 300 $  | Dur (ext.)   | Pierre-Hugues Herbert  | Rohan Bopanna Ivan Dodig                | 6-4, 3-6, [10-6]   | Parcours |
| 20 | 13-08-2017 | Western & Southern Open Cincinnati                   | Masters 1000 | 4 973 120 $  | Dur (ext.)   | Pierre-Hugues Herbert  | Jamie Murray Bruno Soares               | 7-66, 6-4          | Parcours |
| 21 | 12-02-2018 | ABN AMRO World Tennis Tournament Rotterdam           | ATP 500      | 1 862 925 €  | Dur (int.)   | Pierre-Hugues Herbert  | Oliver Marach Mate Pavić                | 2-6, 6-2, [10-7]   | Parcours |
| 22 | 27-05-2018 | Roland-Garros Paris                                  | G. Chelem    | 18 232 000 € | Terre (ext.) | Pierre-Hugues Herbert  | Oliver Marach Mate Pavić                | 6-2, 7-64          | Parcours |
| 23 | 17-09-2018 | Moselle Open Metz                                    | ATP 250      | 501 345 €    | Dur (int.)   | Édouard Roger-Vasselin | Ken Skupski Neal Skupski                | 6-1, 7-5           | Parcours |
| 24 | 15-10-2018 | European Open Anvers                                 | ATP 250      | 612 755 €    | Dur (int.)   | Édouard Roger-Vasselin | Marcelo Demoliner Santiago González     | 6-4, 7-5           | Parcours |
| 25 | 27-01-2019 | Australian Open Melbourne                            | G. Chelem    | 3 537 000 $A | Dur (ext.)   | Pierre-Hugues Herbert  | Henri Kontinen John Peers               | 6-4, 7-61          | Parcours |
| 26 | 30-09-2019 | Rakuten Japan Open Tennis Championships Tokyo        | ATP 500      | 1 895 290 $  | Dur (ext.)   | Édouard Roger-Vasselin | Nikola Mektić Franko Škugor             | 7-67, 6-4          | Parcours |
| 27 | 28-10-2019 | Rolex Paris Masters Paris                            | Masters 1000 | 5 207 405 €  | Dur (int.)   | Pierre-Hugues Herbert  | Karen Khachanov Andrey Rublev           | 6-4, 6-1           | Parcours |
| 28 | 10-11-2019 | Nitto ATP Finals Londres                             | Masters      | 9 000 000 $  | Dur (int.)   | Pierre-Hugues Herbert  | Raven Klaasen Michael Venus             | 6-3, 6-4           | Parcours |
| 29 | 10-02-2020 | ABN AMRO World Tennis Tournament Rotterdam           | ATP 500      | 2 013 855 €  | Dur (int.)   | Pierre-Hugues Herbert  | Henri Kontinen Jan-Lennard Struff       | 7-65, 4-6, [10-7]  | Parcours |
| 30 | 17-02-2020 | Open 13 Provence Marseille                           | ATP 250      | 691 880 €    | Dur (int.)   | Vasek Pospisil         | Wesley Koolhof Nikola Mektić            | 6-3, 6-4           | Parcours |
| 31 | 12-10-2020 | bett1HULKS Indoors Cologne                           | ATP 250      | 271 345 €    | Dur (int.)   | Pierre-Hugues Herbert  | Łukasz Kubot Marcelo Melo               | 6-4, 6-4           | Parcours |
| 32 | 02-06-2021 | Roland-Garros Paris                                  | G. Chelem    | 38 409 679 € | Terre (ext.) | Pierre-Hugues Herbert  | Alexander Bublik Andrey Golubev         | 4-6, 7-61, 6-4     | Parcours |
| 33 | 14-06-2021 | cinch Championships Londres                          | ATP 500      | 1 290 135 €  | Gazon (ext.) | Pierre-Hugues Herbert  | Reilly Opelka John Peers                | 6-4, 7-5           | Parcours |
| 34 | 18-10-2021 | European Open Anvers                                 | ATP 250      | 508 600 €    | Dur (int.)   | Fabrice Martin         | Wesley Koolhof Jean-Julien Rojer        | 6-0, 6-1           | Parcours |
| 35 | 10-11-2021 | Nitto ATP Finals Turin                               | Masters      | 7 250 000 $  | Dur (int.)   | Pierre-Hugues Herbert  | Rajeev Ram Joe Salisbury                | 6-4, 7-60          |          |
| 36 | 31-01-2022 | Open Sud de France Montpellier                       | ATP 250      | 427 645 €    | Dur (int.)   | Pierre-Hugues Herbert  | Lloyd Glasspool Harri Heliövaara        | 4-6, 7-63, [12-10] | Parcours |
| 37 | 10-10-2022 | UniCredit Firenze Open Florence                      | ATP 250      | 612 000 €    | Dur (int.)   | Édouard Roger-Vasselin | Ivan Dodig Austin Krajicek              | 7-64, 6-3          | Parcours |

#### Finales (22)
| No | Date       | Nom et lieu du tournoi                    | Catégorie    | Dotation      | Surface         | Vainqueurs                               | Partenaire             | Score                       |          |
| -- | ---------- | ----------------------------------------- | ------------ | ------------- | --------------- | ---------------------------------------- | ---------------------- | --------------------------- | -------- |
| 1  | 06-10-2003 | Grand Prix de tennis de Lyon Lyon         | Int' Series  | 775 000 $     | Moquette (int.) | Jonathan Erlich Andy Ram                 | Julien Benneteau       | 6-1, 6-3                    | Parcours |
| 2  | 05-07-2004 | Hall of Fame Tennis Championships Newport | Int' Series  | 355 000 $     | Gazon (ext.)    | Jordan Kerr Jim Thomas                   | Grégory Carraz         | 6-3, 65-7, 6-3              | Parcours |
| 3  | 24-09-2007 | Thailand Open Bangkok                     | Int' Series  | 525 000 $     | Dur (int.)      | Sanchai Ratiwatana Sonchat Ratiwatana    | Michaël Llodra         | 3-6, 7-5, [10-7]            | Parcours |
| 4  | 07-11-2011 | BNP Paribas Masters Paris                 | Masters 1000 | 2 227 500 €   | Dur (int.)      | Rohan Bopanna Aisam-Ul-Haq Qureshi       | Julien Benneteau       | 6-2, 6-4                    | Parcours |
| 5  | 26-05-2013 | Roland-Garros Paris                       | G. Chelem    | 10 104 000 €  | Terre (ext.)    | Bob Bryan Mike Bryan                     | Michaël Llodra         | 6-4, 4-6, 7-64              | Parcours |
| 6  | 16-09-2013 | Moselle Open Metz                         | ATP 250      | 410 200 €     | Dur (int.)      | Johan Brunström Raven Klaasen            | Jo-Wilfried Tsonga     | 6-4, 7-65                   | Parcours |
| 7  | 03-02-2014 | Open Sud de France Montpellier            | ATP 250      | 426 605 €     | Dur (int.)      | Nikolay Davydenko Denis Istomin          | Marc Gicquel           | 6-4, 1-6, [10-7]            | Parcours |
| 8  | 17-01-2015 | Australian Open Melbourne                 | G. Chelem    | 17 748 600 $A | Dur (ext.)      | Simone Bolelli Fabio Fognini             | Pierre-Hugues Herbert  | 6-4, 6-4                    | Parcours |
| 9  | 08-06-2015 | Topshelf Open Bois-le-Duc                 | ATP 250      | 537 050 €     | Gazon (ext.)    | Ivo Karlović Łukasz Kubot                | Pierre-Hugues Herbert  | 6-2, 7-69                   | Parcours |
| 10 | 21-09-2015 | Moselle Open Metz                         | ATP 250      | 439 405 €     | Dur (int.)      | Łukasz Kubot Édouard Roger-Vasselin      | Pierre-Hugues Herbert  | 2-6, 6-3, [10-7]            | Parcours |
| 11 | 17-10-2016 | European Open Anvers                      | ATP 250      | 566 525 €     | Dur (int.)      | Daniel Nestor Édouard Roger-Vasselin     | Pierre-Hugues Herbert  | 6-4, 6-4                    | Parcours |
| 12 | 31-10-2016 | BNP Parisbas Masters Paris                | Masters 1000 | 3 748 925 €   | Dur (int.)      | Henri Kontinen John Peers                | Pierre-Hugues Herbert  | 6-4, 3-6, [10-6]            | Parcours |
| 13 | 07-05-2017 | Mutua Madrid Open Madrid                  | Masters 1000 | 5 439 350 €   | Terre (ext.)    | Łukasz Kubot Marcelo Melo                | Édouard Roger-Vasselin | 7-5, 6-3                    | Parcours |
| 14 | 11-11-2018 | Nitto ATP Finals Londres                  | Masters      | 8 500 000 $   | Dur (int.)      | Mike Bryan Jack Sock                     | Pierre-Hugues Herbert  | 5-7, 6-1, [13-11]           | Parcours |
| 15 | 03-07-2019 | The Championships Wimbledon               | G. Chelem    | 17 769 000 £  | Gazon (ext.)    | Juan Sebastián Cabal Robert Farah        | Édouard Roger-Vasselin | 65-7, 7-65, 7-66, 65-7, 6-3 | Parcours |
| 16 | 16-09-2019 | Moselle Open Metz                         | ATP 250      | 524 340 €     | Dur (int.)      | Jan-Lennard Struff Robert Lindstedt      | Édouard Roger-Vasselin | 2-6, 7-61, [10-4]           | Parcours |
| 17 | 16-05-2021 | Open Parc Auvergne-Rhône-Alpes Lyon Lyon  | ATP 250      | 419 470 €     | Terre (ext.)    | Hugo Nys Tim Pütz                        | Pierre-Hugues Herbert  | 6-4, 5-7, [10-8]            | Parcours |
| 18 | 01-11-2021 | Rolex Paris Masters Paris                 | Masters 1000 | 2 603 700 €   | Dur (int.)      | Tim Pütz Michael Venus                   | Pierre-Hugues Herbert  | 6-3, 64-7, [11-9]           | Parcours |
| 19 | 24-10-2022 | Swiss Indoors Basel Bâle                  | ATP 500      | 2 135 350 €   | Dur (int.)      | Ivan Dodig Austin Krajicek               | Édouard Roger-Vasselin | 6-4, 7-65                   | Parcours |
| 20 | 20-02-2023 | Open 13 Provence Marseille                | ATP 250      | 707 510 €     | Dur (int.)      | Santiago González Édouard Roger-Vasselin | Fabrice Martin         | 4-6, 7-64, [10-7]           | Parcours |
| 21 | 22-03-2023 | Miami Open presented by Itaú Miami        | Masters 1000 | 8 800 000 $   | Dur (ext.)      | Santiago González Édouard Roger-Vasselin | Austin Krajicek        | 7-64, 7-5                   | Parcours |
| 22 | 21-05-2023 | Open Parc Auvergne-Rhône-Alpes Lyon       | ATP 250      | 562 815 €     | Terre (ext.)    | Rajeev Ram Joe Salisbury                 | Matwé Middelkoop       | 6-0, 6-3                    | Parcours |

## Performances principales

### Parcours dans les tournois duGrand Chelem

#### En simple
| Année | Open d'Australie | Open d'Australie | Internationaux de France | Internationaux de France | Wimbledon       | Wimbledon          | US Open         | US Open           |
| ----- | ---------------- | ---------------- | ------------------------ | ------------------------ | --------------- | ------------------ | --------------- | ----------------- |
| 2000  | —                | —                | 1er tour (1/64)          | Markus Hipfl             | —               | —                  | —               | —                 |
| 2001  | 1er tour (1/64)  | Andreï Medvedev  | 1er tour (1/64)          | Michael Russell          | —               | —                  | —               | —                 |
| 2002  | Q1               | Ivo Karlovic     | Q1                       | Bjorn Phau               | —               | —                  | Q1              | Noam Okun         |
| 2003  | —                | —                | 1er tour (1/64)          | Marc López               | Q2              | Todd Larkham       | 1er tour (1/64) | Jarkko Nieminen   |
| 2004  | 1er tour (1/64)  | Tomáš Berdych    | 1er tour (1/64)          | Lars Burgsmüller         | Q2              | Ramon Delgado      | 1er tour (1/64) | Nicolas Kiefer    |
| 2005  | Q1               | Julien Varlet    | Q1                       | Ladislav Svarc           | Q3              | Roko Karanusic     | Q1              | Prakash Amritraj  |
| 2006  | Q2               | Michael Lammer   | 1er tour (1/64)          | Jiří Vaněk               | 3e tour (1/16)  | Roger Federer      | 2e tour (1/32)  | N. Davydenko      |
| 2007  | 2e tour (1/32)   | Mardy Fish       | 1er tour (1/64)          | Richard Gasquet          | 2e tour (1/32)  | Richard Gasquet    | 1er tour (1/64) | J. M. del Potro   |
| 2008  | 2e tour (1/32)   | N. Davydenko     | 1er tour (1/64)          | Lleyton Hewitt           | 1er tour (1/64) | D. Toursounov      | 1er tour (1/64) | Robert Kendrick   |
| 2009  | —                | —                | Q2                       | Lamine Ouahab            | 1er tour (1/64) | Kristof Vliegen    | Q1              | Giovanni Lapentti |
| 2010  | —                | —                | 2e tour (1/32)           | Jürgen Melzer            | 1er tour (1/64) | John Isner         | Q3              | Júlio Silva       |
| 2011  | 2e tour (1/32)   | Viktor Troicki   | 1er tour (1/64)          | Kevin Anderson           | 1er tour (1/64) | John Isner         | 2e tour (1/32)  | Rafael Nadal      |
| 2012  | 3e tour (1/16)   | Novak Djokovic   | 3e tour (1/16)           | Roger Federer            | 2e tour (1/32)  | Alejandro Falla    | 1er tour (1/64) | P. Petzschner     |
| 2013  | —                | —                | 1er tour (1/64)          | Janko Tipsarević         | 2e tour (1/32)  | Tommy Robredo      | 1er tour (1/64) | Mikhail Youzhny   |
| 2014  | 1er tour (1/64)  | Matthew Ebden    | 1er tour (1/64)          | M. Kukushkin             | 1er tour (1/64) | M. Granollers      | 1er tour (1/64) | Thomaz Bellucci   |
| 2015  | Q1               | Jan Hernych      | 3e tour (1/16)           | Gilles Simon             | 2e tour (1/32)  | Tomáš Berdych      | 2e tour (1/32)  | G. García-López   |
| 2016  | 2e tour (1/32)   | Gaël Monfils     | 2e tour (1/32)           | M. Granollers            | 1/8 de finale   | Sam Querrey        | 3e tour (1/16)  | Kei Nishikori     |
| 2017  | 1er tour (1/64)  | Ryan Harrison    | 1er tour (1/64)          | Simone Bolelli           | 1er tour (1/64) | Mikhail Youzhny    | 3e tour (1/16)  | P. Carreño Busta  |
| 2018  | Q1               | Danilo Petrović  | 1er tour (1/64)          | J. M. del Potro          | Q2              | Cristian Garín     | 2e tour (1/32)  | Alexander Zverev  |
| 2019  | Q1               | Viktor Troicki   | 3e tour (1/16)           | Leonardo Mayer           | Q1              | John-Patrick Smith | Q2              | Dominik Koepfer   |
| 2020  | Q1               | M. V. Martinez   | —                        | —                        | Annulé          | Annulé             | —               | —                 |

N.B. : à droite du résultat se trouve le nom de l'ultime adversaire.

#### En double messieurs
| Année | Open d'Australie                                                                           | Open d'Australie                                                                          | Internationaux de France                                                                   | Internationaux de France                                                                   | Wimbledon                                                                                | Wimbledon                                                                                  | US Open | US Open |
| ----- | ------------------------------------------------------------------------------------------ | ----------------------------------------------------------------------------------------- | ------------------------------------------------------------------------------------------ | ------------------------------------------------------------------------------------------ | ---------------------------------------------------------------------------------------- | ------------------------------------------------------------------------------------------ | ------- | ------- |
| 2000  | —                                                                                          | —                                                                                         | 2e tour (1/16) J. Benneteau \|\| style="text-align:left;" \| N. Kulti M. Tillström         | —                                                                                          | —                                                                                        | —                                                                                          | —       |         |
| 2001  | —                                                                                          | —                                                                                         | 1er tour (1/32) J. Benneteau \|\| style="text-align:left;" \| J. Coetzee B. Haygarth       | —                                                                                          | —                                                                                        | —                                                                                          | —       |         |
| 2002  | —                                                                                          | —                                                                                         | 1er tour (1/32) G. Carraz \|\| style="text-align:left;" \| Mardy Fish J. Morrison          | —                                                                                          | —                                                                                        | —                                                                                          | —       |         |
| 2003  | —                                                                                          | —                                                                                         | 2e tour (1/16) J. Benneteau \|\| style="text-align:left;" \| Bob Bryan Mike Bryan          | —                                                                                          | —                                                                                        | —                                                                                          | —       |         |
| 2004  | 1/8 de finale H. Arazi \|\| style="text-align:left;" \| M. Bhupathi Max Mirnyi             | 1er tour (1/32) J. Benneteau \|\| style="text-align:left;" \| A. Pavel R. Sluiter         | 2e tour (1/16) J. Benneteau \|\| style="text-align:left;" \| J. Palmer P. Vízner           | 1/2 finale J. Benneteau \|\| style="text-align:left;" \| M. Knowles D. Nestor              |                                                                                          |                                                                                            |         |         |
| 2005  | 2e tour (1/16) J. Benneteau \|\| style="text-align:left;" \| A. Costa R. Nadal             | 1er tour (1/32) J. Benneteau \|\| style="text-align:left;" \| R. Koenig A. Martín         | 1er tour (1/32) J. Benneteau \|\| style="text-align:left;" \| M. Hilton J. Marray          | 1/4 de finale J. Benneteau \|\| style="text-align:left;" \| Bob Bryan Mike Bryan           |                                                                                          |                                                                                            |         |         |
| 2006  | 1er tour (1/32) J. Benneteau \|\| style="text-align:left;" \| D. Ferrer F. Vicente         | 1/4 de finale J. Benneteau \|\| style="text-align:left;" \| Bob Bryan Mike Bryan          | 1er tour (1/32) J. Benneteau \|\| style="text-align:left;" \| L. Dlouhý P. Vízner          | 1er tour (1/32) J. Benneteau \|\| style="text-align:left;" \| C. Kas P. Petzschner         |                                                                                          |                                                                                            |         |         |
| 2007  | 1/4 de finale J. Benneteau \|\| style="text-align:left;" \| Paul Hanley K. Ullyett         | 2e tour (1/16) J. Benneteau \|\| style="text-align:left;" \| J. Coetzee R. Wassen         | 1er tour (1/32) J. Benneteau \|\| style="text-align:left;" \| M. Melo André Sá             | 1/2 finale J. Benneteau \|\| style="text-align:left;" \| S. Aspelin J. Knowle              |                                                                                          |                                                                                            |         |         |
| 2008  | 1/8 de finale J. Benneteau \|\| style="text-align:left;" \| Bob Bryan Mike Bryan           | —                                                                                         | —                                                                                          | 1/8 de finale J. Benneteau \|\| style="text-align:left;" \| J. Erlich Andy Ram             | 2e tour (1/16) J. Benneteau \|\| style="text-align:left;" \| R. Lindstedt J. Nieminen    |                                                                                            |         |         |
| 2009  | —                                                                                          | —                                                                                         | 1/8 de finale J. Benneteau \|\| style="text-align:left;" \| L. Dlouhý Leander Paes         | —                                                                                          | —                                                                                        | 1er tour (1/32) P.-H. Mathieu \|\| style="text-align:left;" \| A. Pavel Horia Tecău        |         |         |
| 2010  | —                                                                                          | —                                                                                         | 1er tour (1/32) A. Clément \|\| style="text-align:left;" \| J. Knowle Andy Ram             | 1er tour (1/32) A. Clément \|\| style="text-align:left;" \| C. Fleming Ken Skupski         | 1er tour (1/32) A. Clément \|\| style="text-align:left;" \| M. Bhupathi Max Mirnyi       |                                                                                            |         |         |
| 2011  | —                                                                                          | —                                                                                         | 1/8 de finale J. Benneteau \|\| style="text-align:left;" \| R. Lindstedt Horia Tecău       | 2e tour (1/16) J. Benneteau \|\| style="text-align:left;" \| R. Lindstedt Horia Tecău      | —                                                                                        | —                                                                                          |         |         |
| 2012  | 1er tour (1/32) J. Benneteau \|\| style="text-align:left;" \| F. Čermák F. Polášek         | 2e tour (1/16) L. Dlouhý \|\| style="text-align:left;" \| Bob Bryan Mike Bryan            | 1er tour (1/32) J. Benneteau \|\| style="text-align:left;" \| André Sá Bruno Soares        | 1/4 de finale J. Benneteau \|\| style="text-align:left;" \| Bob Bryan Mike Bryan           |                                                                                          |                                                                                            |         |         |
| 2013  | 1er tour (1/32) M. Llodra \|\| style="text-align:left;" \| R. Lindstedt N. Zimonjić        | Finale M. Llodra                                                                          | Bob Bryan Mike Bryan                                                                       | 2e tour (1/16) M. Llodra \|\| style="text-align:left;" \| J. Blake J. Melzer               | 1/8 de finale M. Llodra \|\| style="text-align:left;" \| Leander Paes R. Štěpánek        |                                                                                            |         |         |
| 2014  | 1/2 finale M. Llodra \|\| style="text-align:left;" \| Łukasz Kubot R. Lindstedt            | 1/8 de finale M. Llodra \|\| style="text-align:left;" \| J. Benneteau É. Roger-Vasselin   | 1/2 finale M. Llodra \|\| style="text-align:left;" \| Bob Bryan Mike Bryan                 | 2e tour (1/16) M. Llodra \|\| style="text-align:left;" \| C. Berlocq L. Mayer              |                                                                                          |                                                                                            |         |         |
| 2015  | Finale P.-H. Herbert                                                                       | S. Bolelli F. Fognini                                                                     | 1/8 de finale P.-H. Herbert \|\| style="text-align:left;" \| V. Pospisil Jack Sock         | 1/8 de finale P.-H. Herbert \|\| style="text-align:left;" \| M. Matkowski N. Zimonjić      | Victoire P.-H. Herbert                                                                   | Jamie Murray John Peers                                                                    |         |         |
| 2016  | 2e tour (1/16) P.-H. Herbert \|\| style="text-align:left;" \| Pablo Andújar P. Carreño     | 1/8 de finale P.-H. Herbert \|\| style="text-align:left;" \| F. López Marc López          | Victoire P.-H. Herbert                                                                     | J. Benneteau É. Roger-Vasselin                                                             | 1/2 finale P.-H. Herbert \|\| style="text-align:left;" \| Jamie Murray Bruno Soares      |                                                                                            |         |         |
| 2017  | 1/4 de finale P.-H. Herbert \|\| style="text-align:left;" \| Marc Polmans A. Whittington   | 1er tour (1/32) P.-H. Herbert \|\| style="text-align:left;" \| Nick Kyrgios J. Thompson   | 2e tour (1/16) P.-H. Herbert \|\| style="text-align:left;" \| Jay Clarke M. Willis         | 1er tour (1/32) P.-H. Herbert \|\| style="text-align:left;" \| Robin Haase M. Middelkoop   |                                                                                          |                                                                                            |         |         |
| 2018  | 2e tour (1/16) P.-H. Herbert \|\| style="text-align:left;" \| H. Podlipnik A. Vasilevski   | Victoire P.-H. Herbert                                                                    | O. Marach Mate Pavić                                                                       | 2e tour (1/16) P.-H. Herbert \|\| style="text-align:left;" \| P. Petzschner Tim Pütz       | 1/8 de finale P.-H. Herbert \|\| style="text-align:left;" \| Łukasz Kubot Marcelo Melo   |                                                                                            |         |         |
| 2019  | Victoire P.-H. Herbert                                                                     | Henri Kontinen John Peers                                                                 | 2e tour (1/16) J. Melzer \|\| style="text-align:left;" \| Kevin Krawietz Andreas Mies      | Finale É. Roger-Vasselin                                                                   | J.-S. Cabal Robert Farah                                                                 | 1er tour (1/32) P.-H. Herbert \|\| style="text-align:left;" \| Rohan Bopanna D. Shapovalov |         |         |
| 2020  | 1er tour (1/32) P.-H. Herbert \|\| style="text-align:left;" \| Simone Bolelli Benoît Paire | 1/8 de finale P.-H. Herbert \|\| style="text-align:left;" \| W. Koolhof Nikola Mektić     | Annulé                                                                                     | Annulé                                                                                     | 1er tour (1/16) J.-L. Struff \|\| style="text-align:left;" \| M. Demoliner M. Middelkoop |                                                                                            |         |         |
| 2021  | 1/4 de finale P.-H. Herbert \|\| style="text-align:left;" \| Nikola Mektić Mate Pavić      | Victoire P.-H. Herbert                                                                    | A. Bublik Andrey Golubev                                                                   | 2e tour (1/16) P.-H. Herbert \|\| style="text-align:left;" \| Jérémy Chardy Fabrice Martin | 1/4 de finale P.-H. Herbert \|\| style="text-align:left;" \| John Peers Filip Polášek    |                                                                                            |         |         |
| 2022  | 1er tour (1/32) F. Martin \|\| style="text-align:left;" \| A. Nedovyesov A.-U.-H. Qureshi  | 1er tour (1/32) P.-H. Herbert \|\| style="text-align:left;" \| Sander Gillé Joran Vliegen | 1/4 de finale É. Roger-Vasselin \|\| style="text-align:left;" \| Rajeev Ram Joe Salisbury  | 1er tour (1/32) É. Roger-Vasselin \|\| style="text-align:left;" \| Q. Halys A. Mannarino   |                                                                                          |                                                                                            |         |         |
| 2023  | 1er tour (1/32) Tim Pütz \|\| style="text-align:left;" \| N. Barrientos Ariel Behar        | 1er tour (1/32) P.-H. Herbert \|\| style="text-align:left;" \| Marcos Giron M. McDonald   | 2e tour (1/16) L. Glasspool \|\| style="text-align:left;" \| David Pel Reese Stalder       | 1/2 finale P.-H. Herbert \|\| style="text-align:left;" \| R. Bopanna M. Ebden              |                                                                                          |                                                                                            |         |         |
| 2024  | 2e tour (1/16) É. Roger-Vasselin \|\| style="text-align:left;" \| S. Bolelli A. Vavassori  | 1er tour (1/32) Q. Halys \|\| style="text-align:left;" \| A. Erler L. Miedler             | 2e tour (1/16) S. Mansouri \|\| Forfait                                                    | —                                                                                          | —                                                                                        |                                                                                            |         |         |
| 2025  | —                                                                                          | —                                                                                         | 1er tour (1/32) P.-H. Herbert \|\| style="text-align:left;" \| Simone Bolelli A. Vavassori | 1er tour (1/32) Q. Halys \|\| style="text-align:left;" \| P. Trhac T. Arribagé             | —                                                                                        | —                                                                                          |         |         |

N.B. : le nom du partenaire se trouve sous le résultat ; les noms des ultimes adversaires se trouvent à droite.

#### En double mixte
| Année | Open d'Australie              | Open d'Australie         | Internationaux de France                                                                  | Internationaux de France                                                          | Wimbledon                                                                                    | Wimbledon | US Open | US Open |
| ----- | ----------------------------- | ------------------------ | ----------------------------------------------------------------------------------------- | --------------------------------------------------------------------------------- | -------------------------------------------------------------------------------------------- | --------- | ------- | ------- |
| 2009  | —                             | —                        | 1er tour (1/16) Julie Coin                                                                | Séverine Beltrame Robert Lindstedt                                                | —                                                                                            | —         | —       | —       |
| 2010  | —                             | —                        | 2e tour (1/8) Julie Coin                                                                  | Alisa Kleybanova Max Mirnyi                                                       | —                                                                                            | —         | —       | —       |
| 2011  | —                             | —                        | 1er tour (1/16) Julie Coin                                                                | Virginie Razzano Dick Norman                                                      | —                                                                                            | —         | —       | —       |
| 2012  | -                             | -                        | 1er tour (1/16) Julie Coin                                                                | Anna-Lena Grönefeld Marcin Matkowski                                              | —                                                                                            | —         | —       | —       |
| 2013  | —                             | —                        | 1er tour (1/16) Julie Coin                                                                | Anna-Lena Grönefeld Horia Tecău                                                   | —                                                                                            | —         | —       | —       |
| 2014  | —                             | —                        | 1er tour (1/16) Julie Coin                                                                | Lucie Hradecká Mariusz Fyrstenberg                                                | —                                                                                            | —         | —       | —       |
| 2015  | —                             | —                        | 1er tour (1/16) Julie Coin                                                                | Abigail Spears Scott Lipsky                                                       | —                                                                                            | —         | —       | —       |
| 2016  | —                             | —                        | 1er tour (1/16) T. Maria                                                                  | A. Kudryavtseva R. Bopanna                                                        | —                                                                                            | —         | —       | —       |
| 2017  | 1er tour (1/16) P. Parmentier | S. Stosur Sam Groth      | —                                                                                         | —                                                                                 | —                                                                                            | —         | —       | —       |
| 2018  | —                             | —                        | —                                                                                         | —                                                                                 | 2e tour (1/16) E. Svitolina \|\| style="text-align:left;" \| A. Hlaváčková É. Roger-Vasselin | —         | —       |         |
| 2019  | 1er tour (1/16) T. Bacsinszky | B. Krejčíková Rajeev Ram | —                                                                                         | —                                                                                 | 1er tour (1/32) A. Cornet \|\| style="text-align:left;" \| S. Aoyama C. Rungkat              | —         | —       |         |
|       |                               |                          |                                                                                           |                                                                                   |                                                                                              |           |         |         |
| 2021  | —                             | —                        | 1er tour (1/8) C. Garcia \|\| style="text-align:left;" \| N. Melichar Rajeev Ram          | —                                                                                 | —                                                                                            | —         | —       |         |
| 2022  | —                             | —                        | 1er tour (1/16) Zhang Shuai \|\| style="text-align:left;" \| B. Haddad Maia Bruno Soares  | 2e tour (1/8) Zhang Shuai \|\| style="text-align:left;" \| Coco Gauff Jack Sock   | —                                                                                            | —         |         |         |
| 2023  | —                             | —                        | 2e tour (1/8) Hsieh Su-wei \|\| style="text-align:left;" \| Chan Hao-ching Fabrice Martin | 1/4 de finale A. Danilina \|\| style="text-align:left;" \| L. Kichenok Mate Pavić | —                                                                                            | —         |         |         |
|       |                               |                          |                                                                                           |                                                                                   |                                                                                              |           |         |         |
| 2025  | —                             | —                        | 1er tour (1/16) C. Paquet \|\| style="text-align:left;" \| D. Parry H. Mayot              | —                                                                                 | —                                                                                            | —         | —       |         |

N.B. : le nom de la partenaire se trouve sous le résultat ; les noms des ultimes adversaires se trouvent à droite.

### Participation auMasters

#### En double
| Année | Ville                 | Surface    | Partenaire            | Résultats | Résultat final    |
| ----- | --------------------- | ---------- | --------------------- | --------- | ----------------- |
| 2015  | Londres (O2 Arena)    | Dur indoor | Pierre-Hugues Herbert | 1v, 2d    | Éliminé en poules |
| 2016  | Londres (O2 Arena)    | Dur indoor | Pierre-Hugues Herbert | 0v, 3d    | Éliminé en poules |
| 2017  | Londres (O2 Arena)    | Dur indoor | Pierre-Hugues Herbert | 1v, 1d    | Éliminé en poules |
| 2018  | Londres (O2 Arena)    | Dur indoor | Pierre-Hugues Herbert | 3v, 2d    | Finaliste         |
| 2019  | Londres (O2 Arena)    | Dur indoor | Pierre-Hugues Herbert | 5v, 0d    | Vainqueur         |
| 2021  | Turin (Pala Alpitour) | Dur indoor | Pierre-Hugues Herbert | 4v, 1d    | Vainqueur         |

### Victoires sur les joueurs du top 20 du classement ATP
Nicolas Mahut a battu à 22 reprises un joueur classé dans le top 20, dont 5 fois un joueur classé dans le top 10. Lui-même était classé entre la 40e et la 253e place mondiale lors de ces rencontres. C'est en 2007 qu'il a remporté le plus de ces matchs (4 au total).
Parmi ces victoires, 10 ont eu lieu sur dur, 9 sur gazon, 2 sur terre battue et 1 sur surface synthétique. Quant aux catégories de tournois, il a réussi ce type de performance à 2 reprises dans un tournoi du Grand Chelem, à 3 reprises dans un tournoi Masters 1000, 2 fois dans un tournoi ATP 500, et les autres fois dans des tournois ATP 250.
Il a battu 2 joueurs du top 15 dans le même tournoi au Queen's en 2007. En finale de ce même tournoi, il a en outre manqué une balle de match contre Andy Roddick, no 5 mondial.

## Classements ATP en fin de saison
| Année          | 2000 | 2001 | 2002 | 2003 | 2004 | 2005 | 2006 | 2007 | 2008 | 2009 | 2010 | 2011 | 2012 | 2013 | 2014 | 2015 | 2016 | 2017 | 2018 | 2019 | 2020 | 2021 | 2022 | 2023 | 2024 |
| Rang en simple | 390  | 214  | 266  | 94   | 129  | 135  | 68   | 45   | 98   | 217  | 132  | 80   | 107  | 50   | 117  | 71   | 39   | 104  | 198  | 196  | 238  | 400  | –    | –    | –    |
| Rang en double | 203  | 276  | 292  | 74   | 27   | 57   | 84   | 38   | 79   | 98   | 97   | 59   | 51   | 32   | 19   | 12   | 1    | 6    | 11   | 3    | 6    | 5    | 48   | 38   | 115  |

Source : (en) Classements de Nicolas Mahut sur le site officiel de la Fédération internationale de tennis